# Einküchenhaus

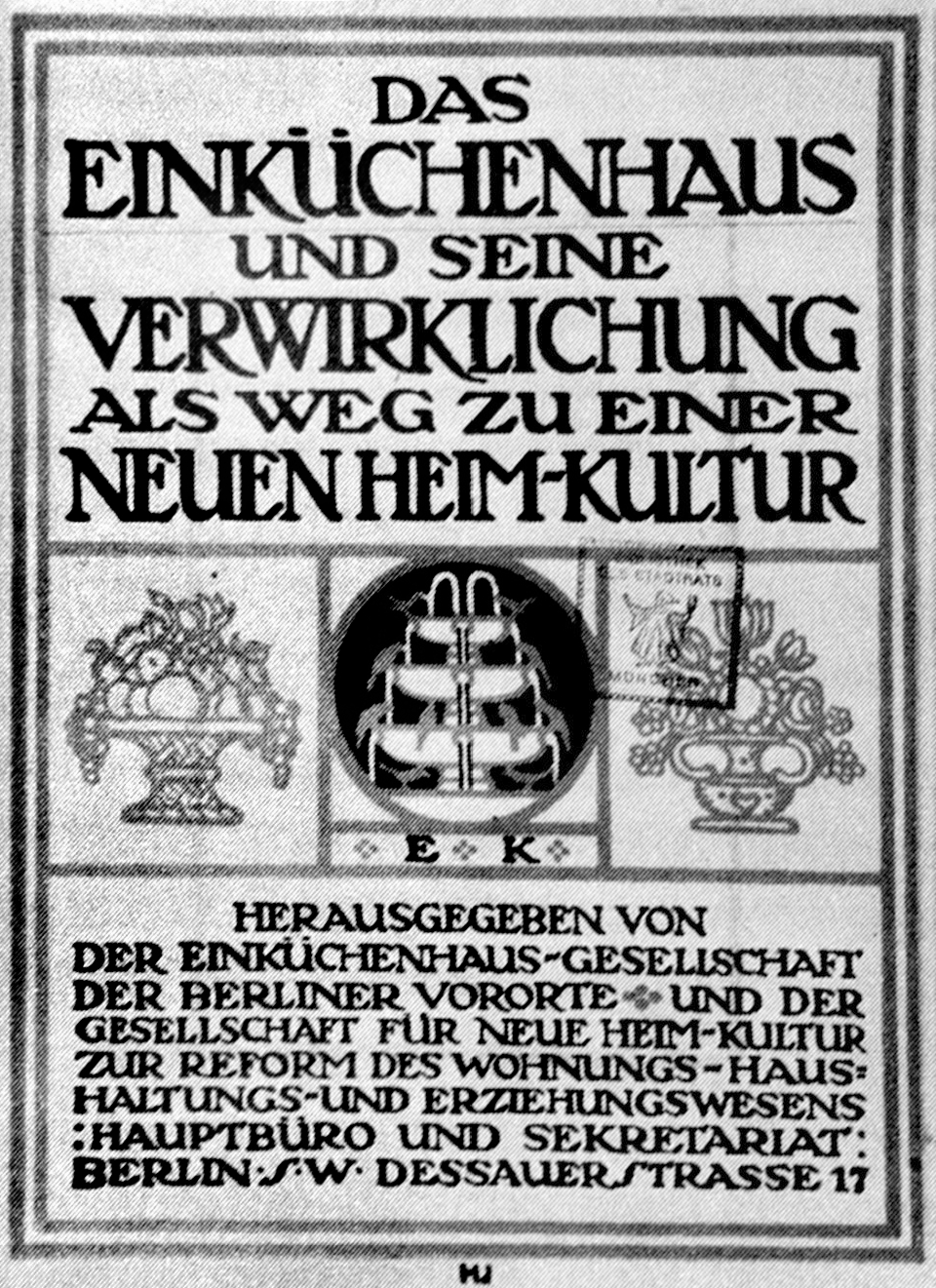
Werbebroschüre der Berliner Einküchenhaus-Gesellschaft, 1908

Das Einküchenhaus war ein Reformmodell städtischer Wohnbebauung, bei dem eine zentral bewirtschaftete Großküche innerhalb eines Mehrparteienhauses die Küchen der einzelnen Wohnungen ersetzte. Das Konzept ging zurück auf Vorstellungen der Frauenrechtlerin und Sozialdemokratin Lily Braun. Mit der Grundidee der Befreiung der Frau von der Hausarbeit war es am Anfang des 20. Jahrhunderts ein ausdrücklicher Gegenentwurf zu der im Massenwohnungsbau angelegten Etablierung der isolierten Kleinfamilie. Einküchenhäuser, manchmal auch Zentralküchenhäuser genannt, fanden bis in die 1950er Jahre vereinzelte und unterschiedlich geprägte Umsetzungen in verschiedenen europäischen Großstädten. Als Schlüsselwerke einer Idee des modernen Wohnens wurden einige dieser Bauten 2009 für die Nominierung zum Europäischen Kulturerbe (European Heritage Label) vorgeschlagen, ausdrücklich als ein über verschiedene Staaten verteiltes Netzwerk gemeinsamer europäischer Architektur.

## Das Konzept des Einküchenhauses

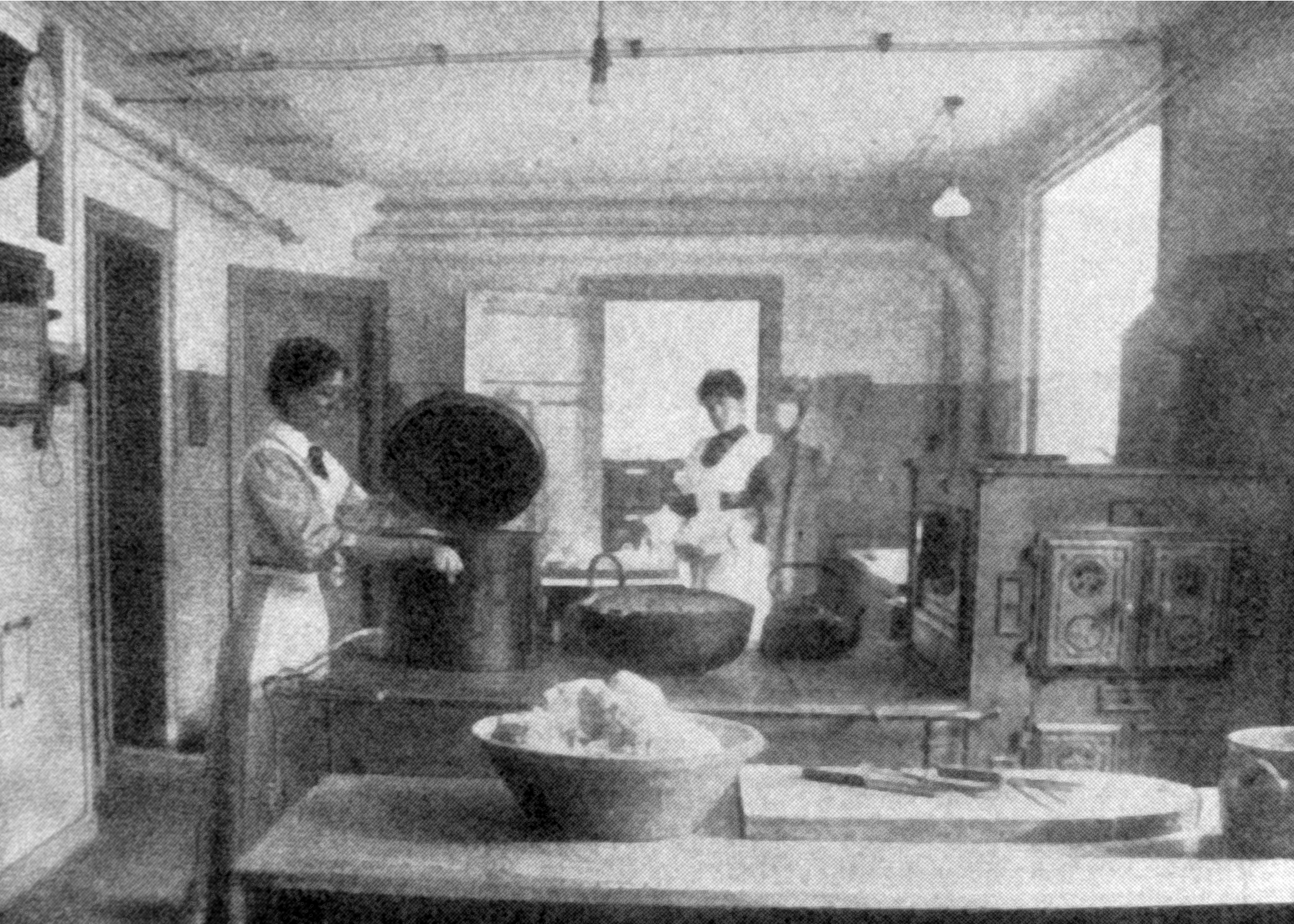
Zentralküche im Einküchenhaus, Kopenhagen, 1907

Die grundsätzliche Idee hinter den Einküchenhäusern war die Einrichtung einer Zentralküche innerhalb eines Mehrparteienhauses oder Häuserkomplexes bei gleichzeitigem Fehlen von privaten Küchen in den einzelnen Wohnungen. Stattdessen waren diese durch einen Speiseaufzug und ein Haustelefon mit der zumeist im Keller oder Erdgeschoss liegenden Versorgungseinrichtung verbunden. Die Ausstattung bestand in vielen Fällen aus zeitgenössisch modernen Gerätschaften. Die Gemeinschaftsküche wurde durch bezahltes Personal bewirtschaftet, bei dem Mahlzeiten und Speisen bestellt werden konnten. Viele der Häuser verfügten zudem über zentrale Speisesäle, je nach Gestaltungskonzept waren die Wohnungen auch mit Anrichten und einfachen Gaskochern für Notfälle ausgestattet.

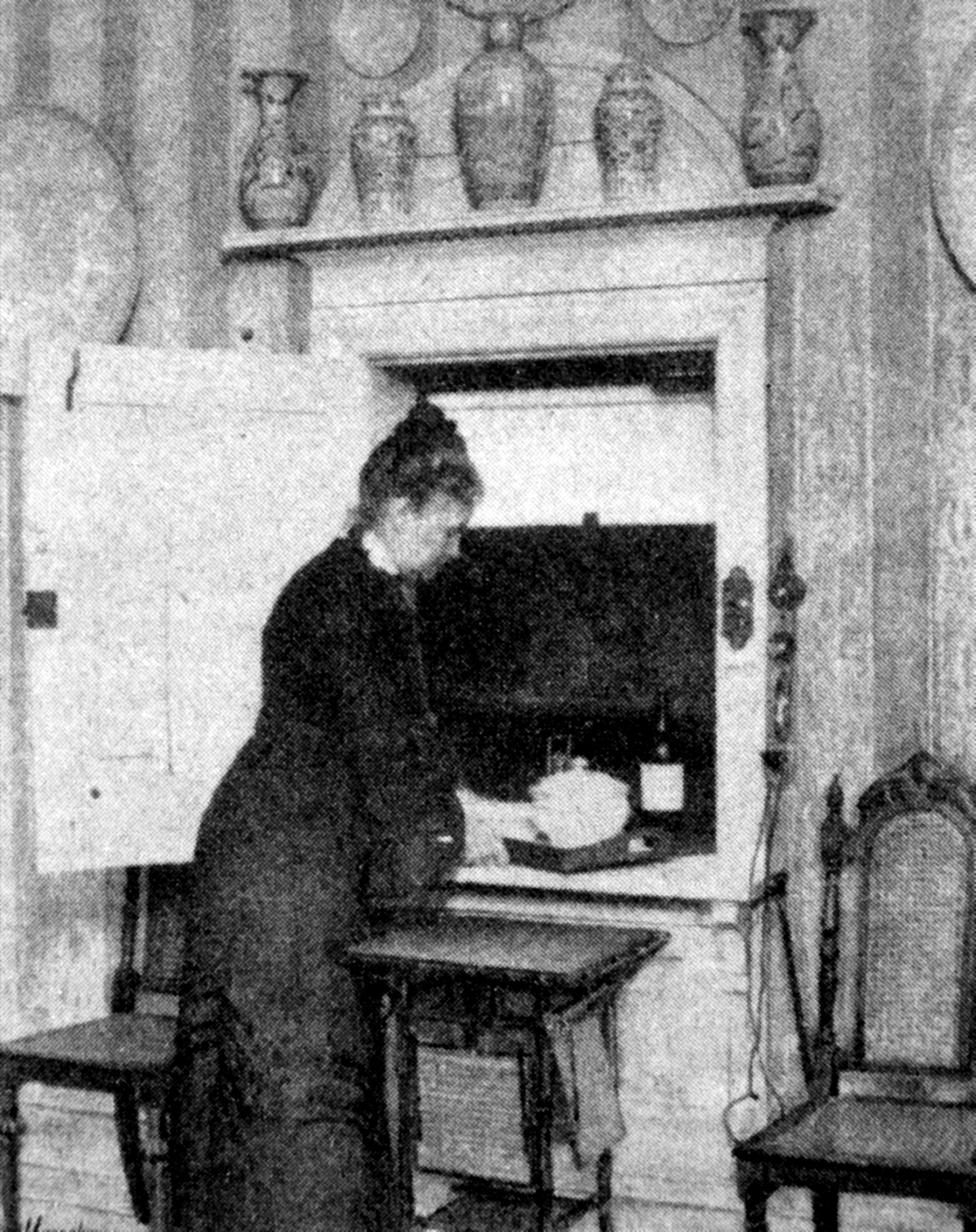
Essensentnahme am Speiseaufzug, Kopenhagen, 1907

In fast allen realisierten Einküchenhäusern gab es zudem weitere Gemeinschafts- und Serviceangebote, wie zum Beispiel Dachterrassen und Wäschekeller, in manchen Fällen auch Läden, Bibliotheken und Kindergärten. Zu der Anfang des 20. Jahrhunderts neuartigen Wohnungseinrichtung gehörten Zentralheizung, Warmwasserversorgung, Müllschlucker und Zentralstaubsaugeranlagen mit häuslichem Rohrsystem, den Bewohnern standen in unterschiedlicher Weise Dienstleistungsangebote zur Verfügung.
Ursprünglich als Reformidee im Arbeiterwohnungsbau gedacht, bei der die Kosten der Gemeinschaftseinrichtungen durch Einsparungen im Wohnungszuschnitt und durch zentrale Bewirtschaftung aufgehoben würden, lagen den verwirklichten Projekten unterschiedliche Eigentums- und Organisationsformen zugrunde. Sowohl auf privatwirtschaftlicher wie auf genossenschaftlicher Basis boten Einküchenhäuser dem besser situierten Bürgertum ein alternatives Lebensmodell inmitten der Stadt. Im Gegensatz zu anderen Reformkonzepten am Ende des 19. und Anfang des 20. Jahrhunderts, wie zum Beispiel der Gartenstadtbewegung, wurde der Zusammenhalt der Bewohner nicht durch Abschirmung, sondern durch sozialen Austausch mit der sie umgebenden städtischen Umwelt bewirkt.
Die wenigen tatsächlich ausgeführten Einküchenhäuser wurden begleitet von einer intensiven Diskursgeschichte sowohl in der Politik wie in der Architektur, doch in der Praxis scheiterten diese Zentralwirtschaftsprojekte meist schon nach kurzer Zeit. Die Wohnungen wurden dann mit Einzelküchen ausgestattet, Gemeinschaftsräume teilweise anderweitig belegt, einige Einrichtungen, wie zum Beispiel zentrale Waschküchen, aber auch beibehalten und insbesondere vom genossenschaftlichen Wohnungsbau übernommen. Äußerlich unterscheiden sie sich im Stadtbild nicht von anderen Häusern, so dass sie weitgehend als vergessene, gescheiterte Reformexperimente gelten.

## Historische Voraussetzungen

### Die Wohnungsfrage im 19. Jahrhundert
Während der Industrialisierung in der zweiten Hälfte des 19. Jahrhunderts und dem damit einhergehenden massiven Bevölkerungszuwachs in den Städten fand ein radikaler Bruch mit den vorindustriellen Wohnweisen statt. Die in die Industriezentren ziehende Landbevölkerung verließ ihre in Großfamilien angelegten Wohn- und Versorgungsstrukturen. In den Städten stießen sie auf zunehmende räumliche, soziale und gesundheitliche Probleme, die unter dem Begriff Wohnungselend zusammengefasst wurden. Stadterweiterungen und Massenwohnungsbau wurden spekulativ über den Markt geregelt, da die gesellschaftlichen Umbrüche in eine Liberalisierung der Wirtschaftsordnung gebettet waren. Die Wohnungsknappheit und Wohnungsnot betraf fast alle Stadtbewohner, doch nahezu unlösbar schien sie für unständige, also nicht fest angestellte und den Arbeitsort häufig wechselnde, schlecht bezahlte Arbeiter und ihre Familien. Die Probleme waren Gegenstand einer steten Kritik seitens der Organisationen der Arbeiterbewegung, aber auch sozialpolitisch engagierter Verbände, Wissenschaftler und Wohnungsreformer. Die Wohnungsfrage wurde zu einem der zentralen politischen Themen des ausgehenden 19. und beginnenden 20. Jahrhunderts.
Das Grundproblem bestand darin, die Diskrepanz zwischen den Wohnkosten und den Einkommen der Arbeiterschaft zu verringern. Reduziert man die Aspekte der Wohnungsfrage auf eine sozialistische und eine bürgerliche Etikettierung, unterschieden sich die Positionen schon im Ansatz. Für die Arbeiterbewegung war die Wohnungsnot eine Klassenfrage, die nicht im Kapitalismus, sondern erst mit der Aneignung der Produktionsmittel durch kollektive Wohnformen zu lösen sei. Dem gegenüber stand die Position der Wohnungs- und Sozialreformer, die ein sittliches, gesundheitliches und moralisches Problem im Wohnungselend sahen. So sollten bezahlbare und in sich abgeschlossene Kleinwohnungen geschaffen werden, in der nach bürgerlichem Vorbild eine familiäre Arbeitsteilung stattfände, nach der der Mann der Erwerbsarbeit nachgehe und die Frau für die Hausarbeit zuständig sei. Dabei kam der Wohnung zusätzlich die Funktion eines Erziehungsprogramms für das Proletariat zu:

„Man muß das Übel an der Wurzel fassen und den Grubenarbeiter mit seinem rauhen, dumpfen und schweren Schicksal dadurch zu versöhnen suchen, daß man ihm ein Heim ermöglicht. Wie kann man aber verlangen, daß Mädchen, welche die schönsten Jahre ihrer Entfaltung in den Gruben zugebracht und mit der männlichen Kleidung auch die Rücksichtslosigkeit und Roheit der Sitten der Arbeiter angenommen, einen häuslichen Herd mitbegründen und so verschönern können, daß der aus dem finsteren Schoß der Erde zurückkehrende Gatte, Vater oder Bruder lieber den Schritt nach seiner Hütte als zum Wirtshaus lenkt?“

Lösungen des Problems wurden in der Subvention von Kapitalkosten beim Wohnungsbau, der Bildung von Genossenschaften bis hin zu Mietkaufstrategien von Eigenheimen gesehen. Die Sozialdemokratie hingegen entwickelte bis weit nach der Jahrhundertwende keine eigenen Wohnkonzepte, die von der Frauenbewegung und insbesondere von Lily Braun eingebrachten Modelle zum Einküchenhaus lehnte sie ab. Nach dem Wandlungsprozess zur demokratisch-sozialistischen Reformpartei schloss sie sich den bereits entwickelten Vorgaben an, modifiziert durch die Forderung nach einer staatlichen Wohnungspolitik. In der Praxis setzte sich die abgeschlossene Wohnung für die Kleinfamilie durch, für die Zuwanderer vom Land und das Proletariat war sie mit der privaten Sphäre und der selbstbestimmten Ausstattung und Organisation die sichtbar bessere Wohnform.

### Die Ideale der Utopischen Sozialisten

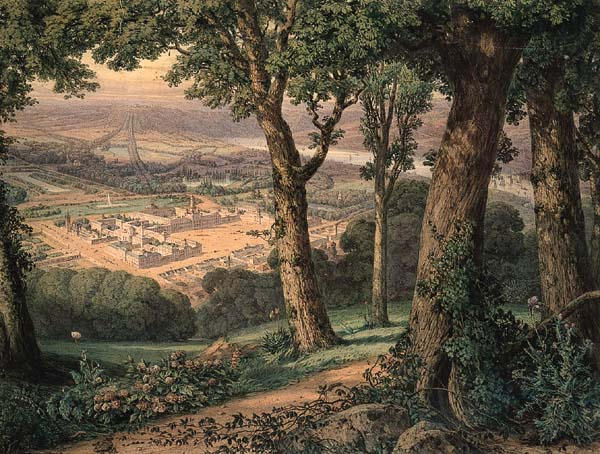
Erträumtes Phalanstère, Aquarell von Laurent Pelletier nach Zeichnungen von Charles Fourier

Eine Vorlage für das Konzept von Einküchenhäusern bot das utopische Ideal einer Gemeinschaft, die der frühsozialistische Gesellschaftstheoretiker Charles Fourier (1772–1837) mit dem Modell der Phalanstère erdacht hatte. Den Begriff schöpfte Fourier aus dem griechischen Wort Phalanx (‚Kampfeinheit‘) und dem lateinischen Monasterium (‚klösterliche Gemeinschaft‘), und ebendiese Wirtschafts- und Lebensgemeinschaften sollten, entgegen dem kapitalistischen Wirtschaftssystem, die Arbeitsteilung und Spaltung zwischen Produktion und Konsum überwinden. Die Familienhaushalte wären in Gemeinschaftshäusern mit kollektiver Infrastruktur aufgelöst, es sollte öffentliche Küchen, Speisesäle, Schulen, Festsäle, Erholungsräume, Geschäfte, Bibliotheken, Musikräume und Bereiche für Kinder und Alte geben. In den Modellen mitgedacht war die Gleichstellung der Frau und eine freie Sexualität.
Der französische Fabrikbesitzer Jean-Baptiste Godin (1817–1889), ebenfalls Anhänger des Frühsozialismus, griff Fouriers Entwurf auf und realisierte ab 1859 mit dem Familistère in der französischen Gemeinde Guise, neben seiner Eisengießerei und Ofenfabrik, eine Gemeinschaftswohnanlage. Sie bot Platz für 1500 Menschen und bestand aus drei Wohnkomplexen, Schulgebäuden, einer Kinderkrippe, einem Badehaus und einem Theater. Hinzu kamen die Gebäude des Économats, einem Wirtschaftshof mit Küchen, Sälen, Restaurants, Schankwirtschaft, Läden, Schweinestall und Hühnerhof. Im Gegensatz zu Fourier strebte Godin nicht die Auflösung der Familie an, wie er schon mit der Namensgebung nachdrücklich betonte. Theoretisch waren Frauen den Männern gleichgestellt, doch, da man ihnen die schwere und schmutzige Arbeit in der Fabrik nicht zutraute, blieben viele von ihnen ohne Arbeit. In der Folge wurden schon bald in die Wohnungen individuelle Küchen eingebaut. 1880 übertrug Godin den Gesamtkomplex einschließlich Fabrik in eine Genossenschaft, die bis 1960 bestand.
Bereits 1816 gründete der britische Unternehmer Robert Owen (1771–1858) bei seiner Baumwollspinnerei in New Lanark, Schottland, eine pädagogische Einrichtung zur Besserung seiner Angestellten, die Institution for the formation of Character. Er entwickelte dabei ein Musterkonzept für Industriedörfer, in denen Wohnungen ohne Küchen gebaut wurden. Statt derer wurde die Zubereitung von Speisen und ebenso das Essen selbst zentral und kollektiv organisiert. 1825 verkaufte Owen die Fabrik in Schottland und ging in die Vereinigten Staaten, um seine Ideen weitreichender umzusetzen. Im Staat Indiana gründete er die Siedlung New Harmony, die Platz für etwa 1000 Bewohner bot. Doch die Umsetzung scheiterte sowohl an ökonomischen Schwierigkeiten wie an personellen Problemen:

„In New Harmony hatte sich ein sehr bunter Haufen von Lebensreformern versammelt, die statt der idealen Gesellschaft einen ‚Diskutierclub‘ schufen und ihn bald wieder verließen.“

Schon drei Jahre später verkaufte Owen die Siedlung wieder. Gegner der frühsozialistischen Utopien sahen die Nicht-Machbarkeit bestätigt. Karl Marx analysierte das Scheitern der frühen sozialistischen Systeme als nicht radikal genug und zugleich zu radikal, weil sie den Sprung in einen idealen Endzustand verlangten, diesen aber inselhaft beschränkt statt gesamtgesellschaftlich dachten, sie „erblicken auf der Seite des Proletariats keine geschichtliche Selbsttätigkeit, keine ihm eigentümliche politische Bewegung.“

### Die Kollektivierung der Hauswirtschaft
Trotz ihres Scheiterns hatten die Frühsozialisten erhebliche Wirkung auf die ab Mitte des 19. Jahrhunderts entstehenden Konzepte utopischer Siedlungen mit zentralisierter Hauswirtschaft und den Versuchen ihrer Umsetzung. In den USA und in Europa entwickelte sich ein Netzwerk verschiedener reformerischer und revolutionärer Richtungen, die Neuorientierung der Arbeitsteilung, der Hauswirtschaft und der Wohnformen anstrebten. Darunter waren Vertreter der Arbeiterbewegung, der sozialistischen und bürgerlichen Frauenbewegung in Deutschland, der Anarchisten, der Feministinnen und der Settlement-Bewegung in den USA, Anhänger der Architekturreform und der Gartenstadtbewegung in Großbritannien und Deutschland.
In Boston plante die Feministin Melusina Fay Peirce (1836–1923) ab 1868 eine Hausfrauen- und Produktions-Kooperative. Sie gestaltete dabei sowohl die baulichen wie die konzeptionellen Hintergründe und prägte für ihre Anlage den Begriff cooperative housekeeping. In einer auf Nachbarschaftshilfe aufgebauten Gemeinschaft von 36 um einen Hof gruppierten Häuser sollten in einer zentralen Arbeitsstätte bezahlte Dienstleistungen wie Kochen, Waschen und Nähen angeboten sowie eine kommunale Küche eingerichtet werden. Das Projekt scheiterte binnen kurzem an dem Widerstand der Ehemänner der beteiligten Frauen. Peirce entwickelte ihre Erfahrungen und Erkenntnissen weiter und veröffentlichte 1884 die Schrift Co-operative Housekeeping: How not to do it and How to do it.

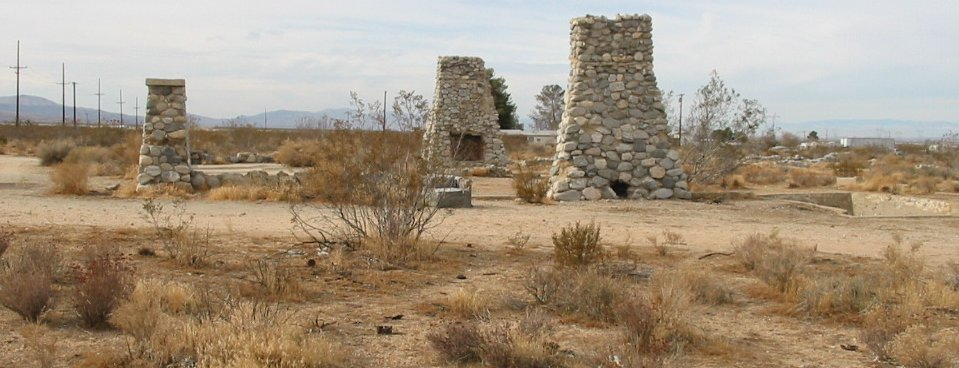
Die Ruinen der Kommune Llano del Rio

Das Konzept der Haushaltskooperative wurde von der feministischen Schriftstellerin Marie Stevens Howland (1836–1921) aufgegriffen und um 1890 von Mary Coleman Stuckert weiterentwickelt, die versuchte, in Denver ein Modell städtebaulicher Reihenhäuser mit zentralen Gemeinschaftsräumen, zentraler Küche und einer kooperativen Kinderbetreuung zu etablieren. Auch die Architektin Alice Constance Austin (1868–unbekannt) orientierte sich an Peirce, als sie ab 1910 in Palmdale, Kalifornien, mit dem Projekt Llano del Rio einen kompletten städtebaulichen Plan auf kooperativer Basis mit zentralisierter Hauswirtschaft entwarf. Die Kommune bestand von 1915 bis 1918. Einfluss auf die europäische Einküchenhausbewegung wird auch der amerikanischen Schriftstellerin Charlotte Perkins Gilman (1860–1935) zugeschrieben, die um 1900 ihre radikalen Konzepte der Neuerung von Geschlechterbeziehungen, Familie und Haushalt sowohl in theoretischen Abhandlungen wie in Romanen ideenreich beschrieb.
Erste deutsche, schriftlich festgehaltene Überlegungen zur kollektiven Hausarbeit finden sich im Werk der Frauenrechtlerin Hedwig Dohm (1831–1919). In ihrer Veröffentlichung Der Jesuitismus im Hausstande von 1873 führte sie aus, dass die Hauswirtschaft aufgrund der historischen Entwicklung von Industrialisierung und Arbeitsteilung immer mehr an Inhalten verliere und die Tendenz auf Zentralisierung weise:

„Es naht die Zeit, wo in den mittleren und niederen Ständen das Heerdfeuer erlöschen wird, um in großartig angelegten öffentlichen Küchen desto heller zu lodern“

Auch August Bebel skizzierte in seiner als Klassiker der Emanzipationstheorie bezeichneten, 1878 herausgegebenen Schrift Die Frau und der Sozialismus ein Bild von Gesellschaft, in der der Privathaushalt aufgelöst, Essenzubereitung, Besorgung von Kleidung und Erziehung von Kindern in kollektiven Einrichtungen außerhalb von Wohnungen organisiert und der großen Verschwendung an Zeit, Kraft, Heiz- und Beleuchtungsmaterial sowie Nahrungsmitteln ein Ende bereitet werden sollte.

„Die Privatküche ist für Millionen Frauen eine der anstrengendsten, zeitraubendsten und verschwenderischsten Einrichtungen, bei der ihnen Gesundheit und gute Laune abhanden kommt und die ein Gegenstand der täglichen Sorge ist, namentlich wenn, wie bei den allermeisten Familien, die Mittel die knappsten sind. Die Beseitigung der Privatküche wird für ungezählte Frauen eine Erlösung sein.“

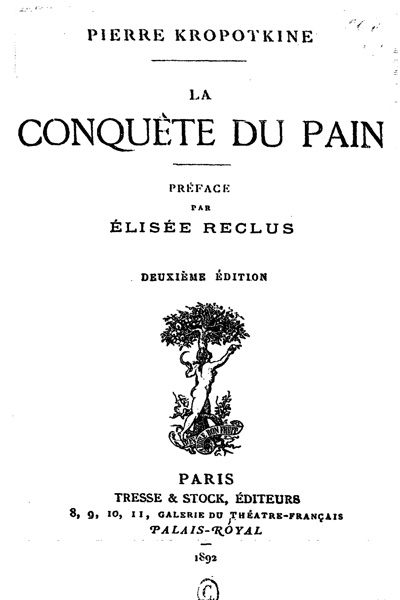

Als weiterer Vater der Idee des Zentralhaushaltes gilt der russische Anarchist Pjotr Alexejewitsch Kropotkin.
In der Diskursgeschichte der Einküchenhäuser wird über Jahrzehnte in verschiedenen Abhandlungen, unter anderem von Lily Braun und Henry van de Velde, auf Kropotkin Bezug genommen. Dennoch wird dieser Hintergrund vielfach nicht benannt, um „jegliche Verbindung mit der unfeinen Vergangenheit der Einküchenhäuser“ zu überspielen. Es ist vor allem Kropotkins einprägsame Kritik am Einzelhaushalt, die weit verbreitet zitiert wird:

„Es gibt zwischen 12 und 2 Uhr sicher 20 Millionen Amerikaner und ebenso viele Engländer, die alle Rinder- oder Hammelbraten essen, Schweinefleisch, Kartoffeln und Gemüse. Und 8 Millionen Öfen brennen während 2 bis 3 Stunden, um all das Fleisch zu braten und das Gemüse zu kochen, 8 Millionen Frauen verbringen Zeit damit, die Mahlzeiten zu richten, die vielleicht alle zusammen nur aus 10 verschiedenen Gerichten bestehen. […] Die Frau befreien heißt nicht nur, ihr die Pforten zur Universität, des Gerichtshofs oder des Parlaments zu öffnen. […] Die Frau befreien heißt vielmehr, sie von der brutalen Arbeit am Kochherd und Waschfaß zu befreien, heißt, solche Einrichtungen treffen, die ihr gestatten, ihre Kinder zu erziehen, wenn sie mag, und am sozialen Leben Teil zu nehmen.“

Kropotkins Einfluss entstand nicht allein aus seinen theoretischen Ausarbeitungen, sondern auch durch seine Rolle als Mittler in verschiedenen Kreisen. So war er häufiger Gast im Chicagoer Hull House von Jane Addams, hatte Kontakte zu englischen Kunstreformern, dort traf er mit Lilly Braun zusammen, zur Deutschen Gartenstadtgesellschaft und erheblichen Einfluss auf Ebenezer Howard, dem Begründer der Letchworth Garden City.

### Der Einfluss des Hull House Chicago
Einen besonderen Einfluss auf die Konzepte des Einküchenhauses hatte das 1889 von Jane Addams (1860–1935) und Ellen Gates Starr (1859–1940) gegründete Hull House in Chicago, das die amerikanische Settlement-Bewegung mitbegründete. Es handelt sich dabei um eine der ersten Einrichtungen der Gemeinwesenarbeit und stand inmitten eines Einwandererviertels. Von hier aus wurde sowohl unmittelbare Hilfe wie auch kulturelle Bildung für die in der Nachbarschaft lebenden Einwanderer und Flüchtlinge angeboten. Gleichzeitig war es ein Forschungszentrum für soziale Belange, auf deren Grundlage insbesondere Frauen sozialpolitische Reformen einforderten. Neben der Sozial- und Gemeinwesenarbeit diente das Haus sowohl Arbeiterinnen wie berufstätigen Intellektuellen, zumeist Immigrantinnen, als Unterkunft. Mit der Zielsetzung, die Lebensbedingungen der Frauen zu verbessern, richtete man eine Zentralküche ein, aus der die etwa 50 Bewohnerinnen wie auch Menschen aus der Nachbarschaft versorgt wurden. Die Frauen hatten die Wahl, das Essen in ihre Wohnungen zu bestellen oder im gemeinschaftlichen Speisesaal einzunehmen. Dieser war zugleich Treffpunkt und Ausgangspunkt für vielfältige kulturelle und politische Aktivitäten.

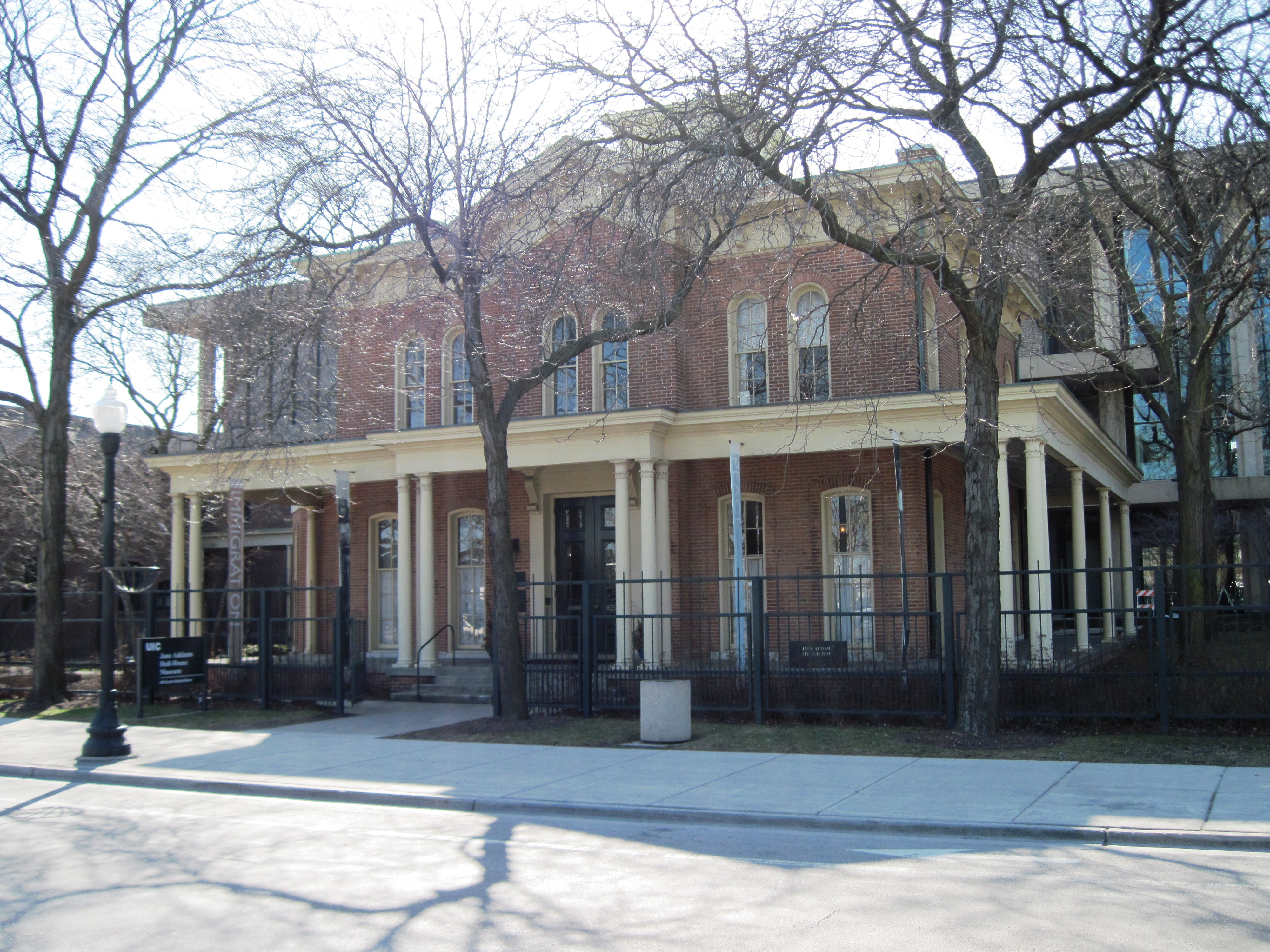
Hull House Chicago, 2010

Das Engagement der Frauen umfasste den Kampf für bessere Arbeitsbedingungen und geregelte Löhne ebenso wie die Forderungen nach Einführung der Schulpflicht für die Kinder, wirksamen Kinderschutz und Einführung des Frauenwahlrechts. Die Hilfsangebote verstanden sich als Hilfe zur Selbsthilfe auf der Grundlage eines gegenseitigen Lernens, das insbesondere durch die verschiedenen Herkünfte und Kulturen der Frauen befruchtet wurde. Als wesentliche Erleichterung des alltäglichen Lebens, nicht nur im Hull House, sondern im gesamten Stadtviertel, konnte die Wasserversorgung über Hausleitungen und die von Jane Addams initiierte Müllabfuhrregelung angesehen werden. Nach dem Tod der Gründerin 1935 wurde das Projekt als Jane Addams Hull House Association weitergeführt, seit 1962 ist es Dachorganisation für mehrere Gemeinwesenhäuser in Chicago. Das Ursprungsgebäude wird als College für Sozialarbeit von der University of Illinois at Chicago genutzt.

## Diskursgeschichte – Wohnungsreform und Frauenarbeit

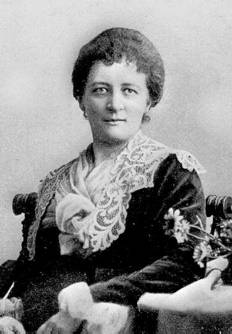
Lily Braun, 1902

Lily Braun (1865–1916), die als Mittlerin zwischen der sozialistischen und der bürgerlichen Frauenbewegung galt, brachte ab Ende des 19. Jahrhunderts in Referaten und Reden ihre Vorstellungen über die Zentralisierung der Hauswirtschaft und genossenschaftlich organisierte Einküchenhäuser ein. Sie bedachte damit sowohl die Situation der proletarischen Frauen, denen mit der Industrialisierung die außerhäusliche Fabrikarbeit aufgezwungen war, wie die der bürgerlichen Frauen, die den Zugang zur Erwerbstätigkeit anstrebten. Wirtschaftsgenossenschaften seien eine der Grundlagen für die Befreiung der Frauen, denn, schrieb sie, Kropotkin zitierend, „sie von dem Kochherd und dem Waschfaß befreien, heißt solche Einrichtungen treffen, die ihr gestatten, ihre Kinder zu erziehen und am sozialen Leben Theil zu nehmen.“

### Lily Brauns Modell des Einküchenhauses
Im Jahr 1901 veröffentlichte Lily Braun die Schrift Frauenarbeit und Hauswirtschaft, in der sie ihr Modell des Einküchenhauses skizzierte. Sie berief sich in ihren Grundannahmen auf August Bebels Ausführungen zur Kollektivierung der Reproduktionsarbeit, auf Kropotkins Kritik am Einzelhaushalt und an dem Beispiel des Hull House in Chicago. Im Konkreten stellte sich Lily Braun einen Häuserkomplex inmitten eines Gartens mit 50 bis 60 Wohnungen vor, die statt einer Küche jeweils nur einen kleinen Raum mit Speiseaufzug und einen Gaskocher für Notfälle haben:

„An Stelle der 50–60 Küchen, in denen eine gleiche Zahl Frauen zu wirthschaften pflegt, tritt eine im Erdgeschoß befindliche Zentralküche, die mit allen modernen arbeitsparenden Maschinen ausgestaltet ist. Giebt es doch schon Abwaschmaschinen, die in drei Minuten zwanzig Dutzend Teller und Schüsseln reinigen und abtrocknen!“

Zur Zentralküche sollten zudem Vorratsräume und Waschküche mit selbsttätigen Waschmaschinen gehören. Je nach Neigung würde das Essen in der eigenen Wohnung oder in einem gemeinsamen Speisesaal eingenommen, der zugleich als Versammlungsraum und Spielzimmer für Kinder dienen könnte. Die Haushaltung sollte unter der Regie einer bezahlten Wirtschafterin stehen, unterstützt von ein bis zwei Küchenmädchen.

„Die Erwärmung der Wohnungen erfolgt durch Zentralheizung, so daß auch hier 50 Oefen durch einen ersetzt werden. Während der Arbeitszeit der Mütter spielen die Kinder, sei es im Saal, sei es im Garten, wo Turngeräthe und Sandhaufen allen Altersklassen Beschäftigung bieten, unter Aufsicht der Wärterin. Abends, wenn die Mutter sie schlafen gelegt hat und die Eltern mit Freunden plaudern oder lesen wollen, gehen sie hinunter in die gemeinsamen Räume, wo sie sich die Unterhaltung nicht durch Alkoholgenuß zu erkaufen brauchen, wenn sie kein Bedürfnis danach haben.“

Die Organisation und Finanzierung sollte über Genossenschaften und den Fonds der Arbeiterversicherungen gewährleistet werden. Braun rechnete vor, dass der Aufwand auch für Arbeiterfamilien im Bereich des Möglichen läge, da die Ersparnisse durch den Wegfall der Einzelküche, sowohl bei der Miete wie bei der Beköstigung, in die Finanzierung der Zentralküche und Gemeinschaftsräume fließen könne.
Die politische und soziale Wirkung ihres Konzeptes sah Lily Braun in mehrfacher Hinsicht als bedeutend an. Es wäre die Lösung der Wohnungsprobleme der Proletarier, durch die Befreiung der Frau von der Hausarbeit werde allgemein die Frauenemanzipation vorangetrieben und als umfassende Familien- und Lebensreform ermögliche die kollektive Wirtschaftsführung ein von Hausarbeit befreites Familienleben. Zudem wäre mit diesem Modell eine Ernährungsreform möglich, die den „schädlichen Dilettantismus in der Küche“ beende und für eine ausgewogene Ernährung sorge, und schließlich beinhalte es eine Erziehungs- und Bildungsreform, die Kindererziehung werde durch geschultes Personal verbessert:

„Nicht nur, daß sie beschützt wären vom Einfluß der Straße und der traurigen Frühreife der Stadtkinder, sie würden auch zeitig den Geist der Brüderlichkeit in sich entwickeln lernen.“

Aber nicht nur für die proletarischen Frauen, auch für die Familien der bürgerlichen Kreise böte das Modell des Einküchenhauses Lösungen. So könnten durch die Professionalisierung von Haus- und Heimarbeit Hausfrauen- und Dienstbotenfrage gelöst werden.

### Die Kritik der Sozialdemokratie
Lily Brauns Essay rief vielfachen Widerspruch hervor, ihr Modell des Einküchenhauses wurde in der Presse als „Zukunftskarnickelstall, Kasernenmassenabfütterung und verstaatlichte Mutterfreuden“ bezeichnet.
Innerhalb der Sozialdemokratie griff der Vorschlag in zwei kontrovers geführte Grundsatzdebatten ein, neben der der Wohnreform auch die des Arbeitsschutzes, die unmittelbar verbunden war mit der Frage nach der Berufstätigkeit von Frauen. In Fortführung von August Bebels Theorien um die Frauenemanzipation hatte Clara Zetkin formuliert, dass Benachteiligung nicht allein als biologisches oder rechtliches, sondern vor allem als wirtschaftliches Problem verstanden werden muss, mit der Konsequenz der Forderung des Rechts auf Arbeit für Frauen. Diese Auffassung wurde innerhalb der SPD nicht unumschränkt geteilt, vor allem männliche Genossen fürchteten die Konkurrenz durch die Vergrößerung der industriellen Reservearmee und einer damit verbundenen Lohndrückerei. Ein weiteres Gegenargument war zudem die Sorge um die zerstörerischen Folgen der Frauenarbeit für die leibliche Gesundheit von Frauen und Familien. Die Lösung dieses strittigen Problems aber war, wie auch die Wohnungsfrage, in eine unbekannte Zukunft verschoben worden, die erst nach der zu erreichenden Vergesellschaftung der Produktionsmittel gefunden werden konnte. Die SPD nahm damit eine deutliche Abgrenzung zu den „Kopfgeburten“ der utopischen Sozialisten vor. Brauns Modell des Einküchenhauses aber hole den „überwundenen Utopismus des 19. Jahrhunderts“ wieder hervor, um „die Rezepte für die Garküche der Zukunft auszuspintisieren“.

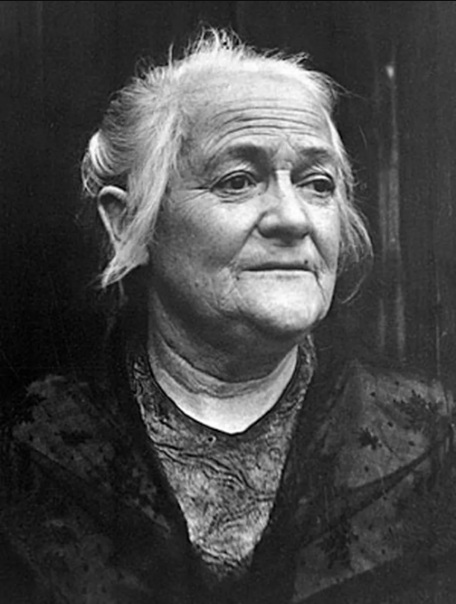
Clara Zetkin, um 1920

Auch die sozialdemokratische Frauenbewegung lehnte die Idee ab. Clara Zetkin unterzog den Vorschlag in mehreren Aufsätzen in der sozialdemokratischen Frauenzeitschrift Die Gleichheit einer umfassenden und vernichtenden Kritik: Die zentralisierte Hauswirtschaft sei sowohl für Massenarbeiter wie für Facharbeiter nicht realisierbar, da sie in ihren Arbeitsbedingungen den kapitalistischen Konjunkturschwankungen unterworfen seien und sich nicht längerfristig finanziell binden können. Wenn überhaupt, dann sei das Modell nur für eine Arbeiteroberschicht materiell möglich, in diesen Familienverhältnissen aber seien die Frauen eben gerade nicht berufstätig. Da für die arbeitenden Frauen der ärmeren Haushalte das Einküchenhaus nicht bezahlbar sei, hebe sich das Modell in seinen Voraussetzungen selber auf. Zudem fände in der Zentralküche die Ausbeutung der dort angestellten Wirtschafterin und Küchenmädchen statt, zumal der Personalbedarf in der Berechnung viel zu niedrig angesetzt sei. Aus alledem werde abermals deutlich, dass eine Haushaltsgenossenschaft erst eine Errungenschaft des realisierten Sozialismus sein könne. Genossin Brauns Vorschlag erwecke falsche Hoffnungen und hieße, „die Arbeiterklasse in ihrer Energie lähmen, statt sie zu stärken.“
Ab 1905 setzte sich innerhalb der Sozialdemokratie eine von Edmund Fischer formulierte Position durch, nach der auch von der Arbeiterbewegung die „Rückführung aller Frauen ins Haus“ zu fordern sei. Staatsküchen und Hauswirtschaftsgenossenschaften blieben ein utopischer Traum: „Die sogenannte Frauenemanzipation widerstrebt der weiblichen Natur und der menschlichen Natur überhaupt, ist Unnatur und daher undurchführbar.“ Diese „patriarchale Lösung“ wird in der Rückschau vielfach als Symptom für den Niedergang der offensiven Frauenbewegung innerhalb der SPD angesehen. Damit verbunden war die endgültige Ablehnung wohnkultureller Alternativen, die die Frauen von der Hausarbeit befreit hätten.

### Die Kritik der Frauenbewegung
Die Vereine der Frauenbewegung, ab 1893 vereint im Bund Deutscher Frauenvereine (BDF), befassten sich bis zum Ende des 19. Jahrhunderts im Schwerpunkt vor allem mit Fragen der Bildung und Erwerbstätigkeit. Am Anfang des 20. Jahrhunderts jedoch trug die Diskussion den veränderten gesellschaftlichen Verhältnissen Rechnung, das Gegensatzpaar Berufstätigkeit und Zölibat einerseits, lebenslängliches Nur-Hausfrauen-Dasein und Ehe andererseits war dem wachsenden Problem der Koordinierung von Haus- und Erwerbsarbeit gewichen. Zur zentralen Fragestellung wurde die Stellung von Frauen in den Familien. In dieser Diskussion griff Maria Lischnewska, die dem radikalen Flügel zugerechnet wurde, Lily Brauns Idee des Einküchenhauses auf, die außerhäusliche Erwerbsarbeit der Frau sah sie als Grundlage einer anzustrebenden partnerschaftlichen Ehe, erst die von Hausarbeit und ökonomischer Abhängigkeit befreite Frau könne Ehefrau und Mutter sein, private Hausarbeit wie auch ineffektive private Haushalte seien abzuschaffen.

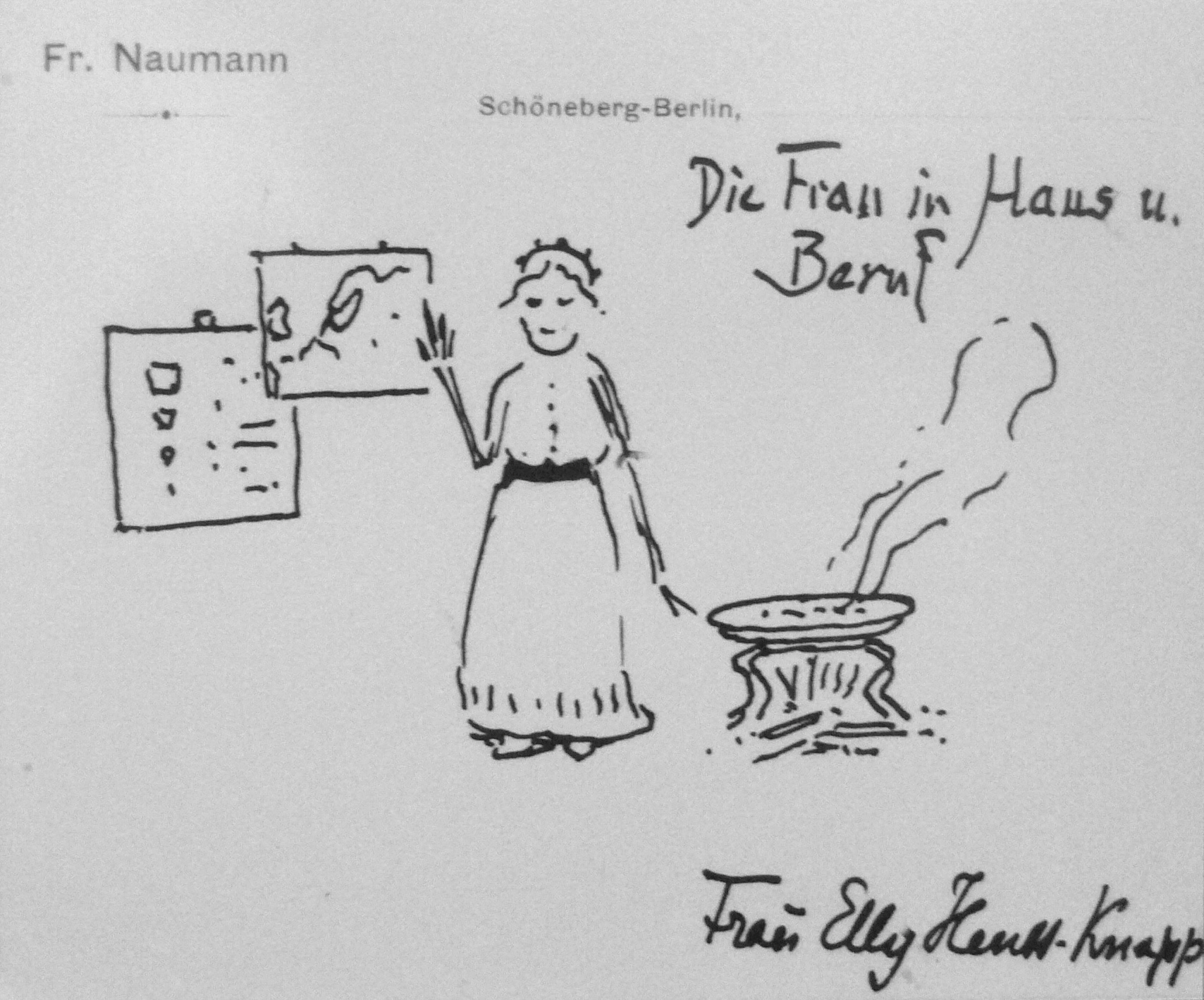
Elly Heuss-Knapp zwischen Haus und Beruf, Karikatur von Friedrich Naumann, Anfang 20. Jahrhundert

Käthe Schirmacher nahm eine Gegenposition zu Lischnewska ein, indem sie die Hausarbeit als gesellschaftlich notwendige, produktive Berufsarbeit ansah und deren ökonomische, rechtliche und soziale Anerkennung sowie deren Entlohnung forderte. Auch Elly Heuss-Knapp lehnte eine „sozialistische Lösung“ der Frauenfrage ab und wandte sich gegen die Einküchenhauslösung, auch wenn sie den technischen Fortschritt und die verbesserte Infrastruktur im Haushalt begrüßte. Diese würden jedoch nicht bei der Reduzierung der Hausarbeit zu Buch schlagen, da die emotionale und geistige Beanspruchung der Hausfrau zunehme. Derartige Leistungen aber wären weder über den Markt, noch genossenschaftlich zu erbringen.
In diesem Sinne lehnte die Mehrheit der BDF-Frauen das Einküchenhaus ab. Erfolgversprechender in der Debatte um die Doppelarbeit der Frau war eine Orientierung an der Systematisierung der Arbeit im Einzelhaushalt und deren Rationalisierung durch technische Neuerungen. Ein Teil der Frauenbewegung wandte sich vor allem der Organisierung und Ausbildung der Hausfrauen zu.

## Erste Realisierungsversuche
Trotz der vehementen Kritik und Ablehnung gründete Lily Braun 1903 eine Haushaltungsgenossenschaft GmbH, um damit ihre Einküchenhausidee zu verwirklichen. Der Architekt Kurt Berndt entwarf ein entsprechendes Haus für den Olivaer Platz in Berlin-Wilmersdorf, in dem rund um eine zentrale Küche „helle, luftige, einfache Wohnungen von beliebiger Größe mit Badezimmer, Gaskochgelegenheit, Zentralheizung, Gas- und elektrischer Beleuchtung sowie Personenaufzügen in dem gleichwertig ausgestatteten Vorder- und Gartenhaus“ vorgesehen waren. Doch musste das Projekt bereits 1904 wegen mangelnder Unterstützung und fehlender Finanzierung aufgegeben werden. Keine der Arbeiterorganisationen wollte zu dieser Zeit mit einem Gemeinwirtschaftsmodell experimentieren und sich dem Reformismusvorwurf aussetzen. In der Folgezeit war es die Privatwirtschaft, die die Idee aufgriff und die ersten Einküchenhäuser in Europa realisierte.

### Kopenhagen 1903

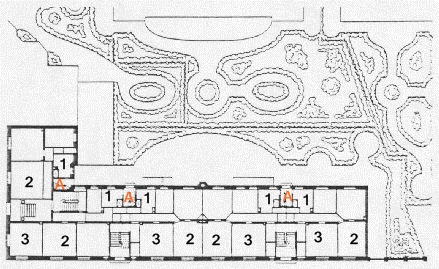
Grundriss von Centralbygningen:
A – Speiseaufzüge,
1 – Anrichte,
2 – Esszimmer,
3 – Wohnzimmer

Als frühestes europäisches Einküchenhaus gilt das Centralbygningen (Zentralgebäude) am Forchhammersvej 4-8 / Sankt Markus Plads in der damaligen Kopenhagener Enklave Frederiksberg. Es wurde zwischen 1903 und 1905 nach Plänen des Architekten Jens Christian Kofoedder und unter Bauherrschaft des ehemaligen Schuldirektors Otto Fick im neobarocken Stil errichtet. Als „soziale Veranstaltung kleinen Stils“ bezeichnet, war es erklärtermaßen für berufstätige, verheiratete Frauen eingerichtet und als Privatunternehmen organisiert, an dem sowohl Mieter wie Personal durch Einlagen und, nach der Jahresbilanz, entsprechend am Gewinn beteiligt waren. Das fünfgeschossige Mietshaus mit Drei- und Vierzimmerwohnungen, jeweils ohne Küchen, verfügte über Zentralheizung, Heißwasserleitungen und Zentralstaubsauger. Von der im Untergeschoss gelegenen Zentralküche führten elektrisch betriebene Speiseaufzüge zu Anrichteräumen in den Wohnungen, dort lagen sie hinter Tapetentüren verborgen. In der Küche angestellt waren ein Küchenleiter, fünf Gehilfinnen und ein Maschinist und Heizer.
Der Bau wurde von der deutschen Fachpresse mit Interesse aufgenommen. Das Zentralblatt der Bauverwaltung gab 1907 eine umfangreiche Beschreibung der Einrichtung und Funktionsweise heraus und stellte dazu nachdrücklich fest: „Die Wohnungen sind vollständig voneinander getrennt, […] so daß die in sich abgeschlossene kleine Welt des Familienlebens unberührt bleibt.“ Die Kulturzeitschrift Die Umschau veröffentlichte im selben Jahr einen begeisterten Bericht:

„Das Gemeinsame liegt darin, daß jegliche Arbeit für den Haushalt zentralisiert ist, so daß der einzelne der Sorge für Reinigung, Luft, Licht, Wärme und Beköstigung mit ihrem Drum und Dran, vom Einkaufen, Feueranmachen, Kochen, Servieren, Abwaschen etc. vollkommen enthoben ist. […] Die Zentralhaushaltung ist das verwirklichte Tischlein deck' dich. Die glücklichen Bewohner stehen auf: das Frühstück ist da.“

Die Zentralkücheneinrichtung in Kopenhagen bestand bis 1942. Seit den 1970er Jahren  steht das Gebäude unter genossenschaftlicher Verwaltung.

### Stockholm 1906

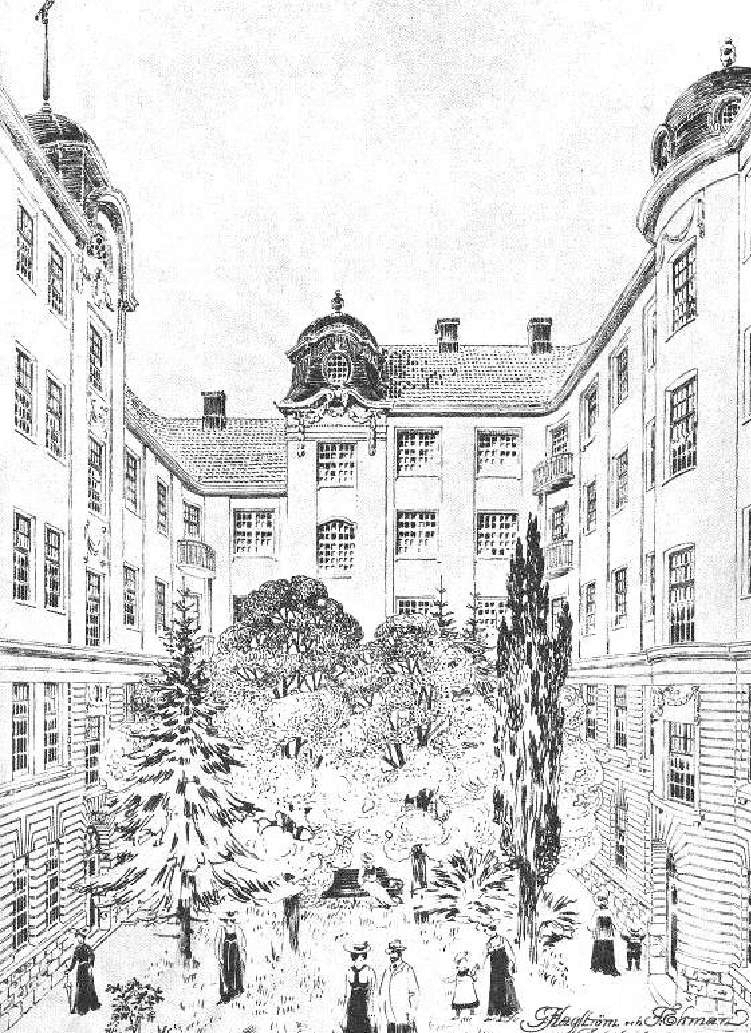
Architektenzeichnung des Innenhofs von Hemgården, 1905

Nach dem Vorbild des Kopenhagener Centralbygningen errichteten die Architekten Georg Hagström und Fritiof Ekman 1906 den Komplex der Hemgården Centralkök in Stockholm-Östermalm. Es bestand aus sechzig Zwei- bis Fünfzimmerwohnungen und einer Zentralküche und Bäckerei im Erdgeschoss. Die Essensversorgung erfolgte über Speiseaufzüge, zudem bestand eine Verbindung zu den Dienstleistungseinrichtungen über ein Haustelefon. Zum Service gehörten eine Wäscherei, ein Wohnungsreinigungsdienst, eine Schuhputzerei und ein zentraler Postversand. Für das angestellte Personal waren Dienstbotenzimmer eingerichtet. Das Haus galt als eine Einrichtung für gut situierte Familien, die sich unter dem Motto „collectivize the maid“ die Dienstboten teilten. Das Einküchenhaus bestand bis 1918, anschließend wurden in die Wohnungen moderne Küchen eingebaut und die Gemeinschaftsräume in Party- und Hobby-Räume umgewandelt.

### Berlin 1908 und 1909
Im Jahr 1907 gründete sich in Berlin die Zentralstelle für Einküchenhäuser G.m.b.H. aus der sich ein Jahr später die Einküchenhaus-Gesellschaft der Berliner Vororte m.b.H. (EKBV) abspaltete. Deren Programm war darauf ausgelegt, die Errichtung häuslicher Zentralwirtschaftssysteme voranzutreiben. Zu diesem Zweck brachte die Gesellschaft 1908 eine Broschüre unter dem Titel Das Einküchenhaus und seine Verwirklichung als Weg zu einer neuen Heimkultur heraus. Darin stellte sie dar, dass diese Gebäudetypen ein neues Wohnverhalten der Mieter ermöglichen und soziale Konflikte lösen sollten. Ausdrücklich griff man die bisherige Debatte um Lily Brauns Idee auf, grenzte sich aber zugleich von genossenschaftlichen Lösungsversuchen ab. Die Technifizierung und Zentralisierung der wirtschaftlich rückständigen Haushalte könne nur über eine formell kapitalistische Organisationsweise verwirklicht werden. Dabei legte die Gesellschaft Berechnungen vor, nach denen das Leben im Einküchenhaus nicht teurer sei als in einem normalen Mietshaus, „nicht gerechnet die großen idealen Werte, die gewonnen werden.“ Angesprochen waren „hauptsächlich die Angehörigen der sog. freien Berufsstände, die sich danach sehnen, aus der Wohnungsunkultur, aus der Dienstbotenkalamität herauszukommen, oder bei denen die Frau für eigene Berufstätigkeit meist auf intellektuellem oder künstlerischem Gebiet frei sein will.“
Mit den Ausbauplänen der Gesellschaft war eine Erweiterung auch auf Arbeiterkreise vorgesehen. Zudem strebte man für das Zentralwirtschaftssystem eine eigene Lebensmittel- und Landwirtschaftsgüterproduktion an, die den Einküchenhäusern trustartig angeschlossen sein sollten.

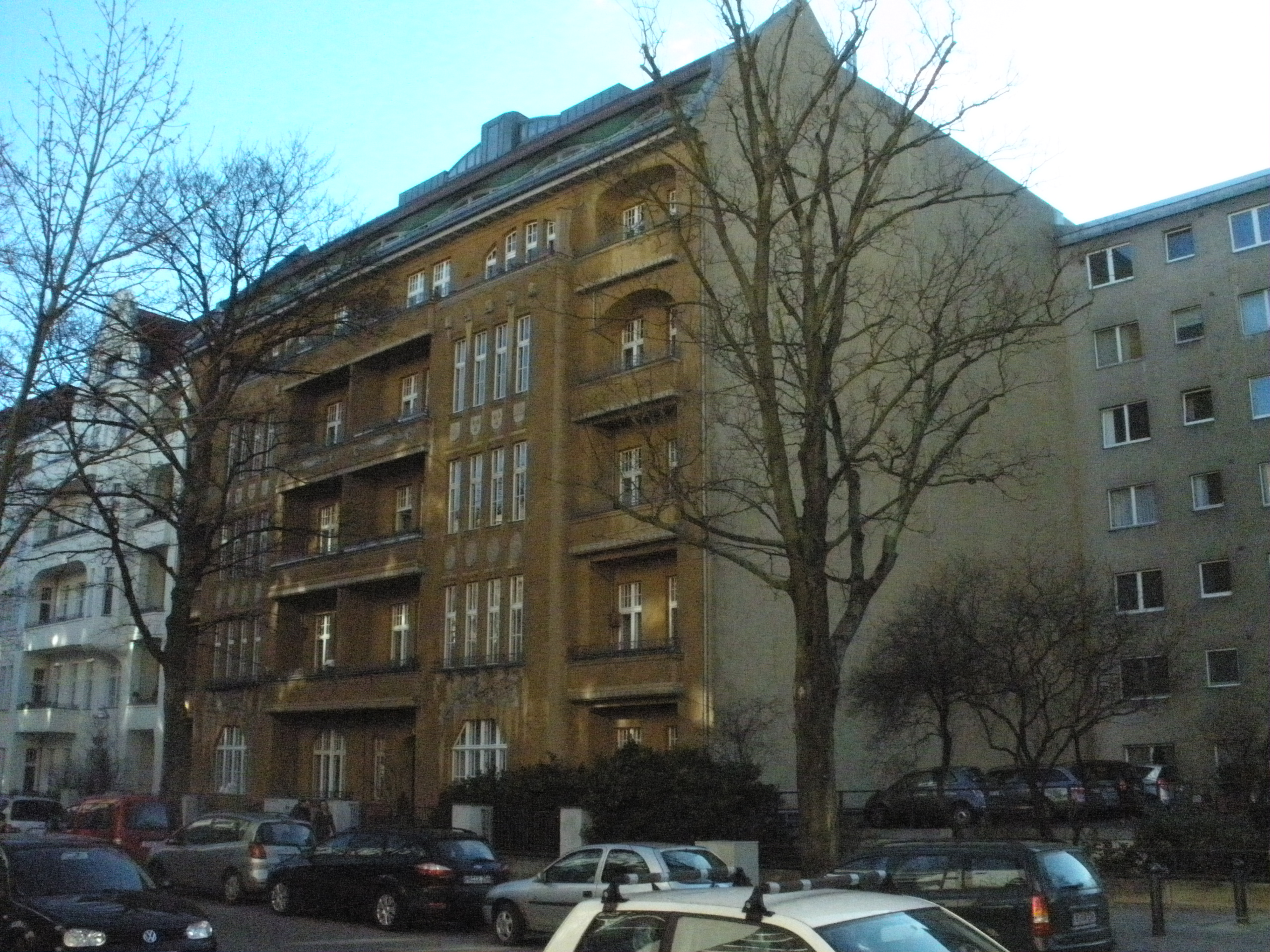
Kuno-Fischer-Straße 13

Ab dem 1. Oktober 1908 konnte das von dem Architekten Curt Jähler errichtete erste Berliner Einküchenhaus am Lietzensee in Charlottenburg an der Kuno-Fischer-Straße 13 bezogen werden. Es war ein fünfgeschossiges Wohnhaus mit einem Vorderhaus und kleinem Vorgarten, zwei Seitenflügeln und einem Quergebäude. Ausgestattet war es mit Zentralheizung und Warmwasserversorgung, die Zwei- bis Fünfzimmerwohnungen verfügten über Bäder, Anrichteräume mit Speiseaufzügen und Haustelefonen. Die Zentralküche befand sich im Untergeschoss und bestand bis 1913. Berichtet wurde, dass das Wohnen in diesem Hause für eine durchschnittliche Familie um 15 Prozent teurer gewesen sei als bei einer konventionellen Bewirtschaftung, die Kreise aber, die sich diese Kosten leisten könnten, würden schon aus Prestigegründen nicht auf ein Dienstmädchen verzichten.
Am 1. April 1909 waren die Einküchenhäuser Lichterfelde-West fertiggestellt, für deren Ausführung der Architekt Hermann Muthesius gewonnen werden konnte. Es handelte sich dabei um zwei freistehende dreigeschossige Miethäuser, ein Eckhaus an der Potsdamer Straße 59 (heute Unter den Eichen Ecke Reichensteiner Weg) mit L-förmigen Grundriss, in dem ausschließlich Dreizimmerwohnungen angelegt waren, und ein rechteckiges Haus quer zur Ziethenstraße (heute Reichensteiner Weg) mit Zwei- bis Vierzimmerwohnungen. Das Konzept war gegenüber dem Haus am Lietzensee mit einem „reicheren kulturellem Programm“ modifiziert worden. Beide Häuser verfügten über je eine Zentralküche im Keller, von der aus Speiseaufzüge die Mahlzeiten in die Wohnungen transportierten. Einen gemeinsamen Speisesaal gab es nicht. Gemeinschaftlich genutzt wurden stattdessen Dachterrassen, ein Kindergarten war angeschlossen. Die Wohnungen hatten Notküchen, eingerichtet mit Gasherden, Warmwasserleitungen und Haustelefonen. Ein großzügiges Grundstück und Vorgärten umgaben die Gesamtanlage. Die Zentralküche musste 1915 aufgegeben werden, das südliche der beiden Häuser wurde 1969/1970 im Zuge der Verbreiterung der Straße Unter den Eichen abgerissen, während das nördliche verändert erhalten ist.
Ebenfalls zum 1. April 1909 bezugsfertig waren die Einküchenhäuser Friedenau in der Wilhelmshöher Straße 17–20. Es ist ein Gebäudekomplex des Architekten Albert Gessner, der sich aus drei Häusern zusammensetzt, zwei sind symmetrisch um einen Straßenhof mit überdachter Gartenhalle gebaut, das dritte schließt sich von der Straße wegführend an. Es sind Putzbauten mit Walmdächern, Arkaden, Loggien und Balkonen, die sich am Landhausstil anlehnen. Ausgestattet waren die Häuser mit teils offenen, teils überdachten Dachterrassen und angeschlossenen Duschräumen, einem Turnraum mit Geräten, einem Speicher für Möbel, Mottenkammern, Fahrradräumen, Dunkelkammern für Fotoarbeiten, Waschküche, Trockenböden, Bügelräumen und einer Zentralstaubsaugeranlage. Im Kellergeschoss des Hauses Nr. 18/19 lag die Zentralküche, die Essensversorgung war über insgesamt neun Speiseaufzüge vorgesehen, die in den Kellerräumen wiederum mit einer Gleisanlage verbunden waren. Zudem richtete man einen Kindergarten ein, der von einer Reformpädagogin geleitet wurde. 1917/1918 musste die Zentralküche aufgegeben werden.
Die Häuser der Wilhelmshöher Straße stehen unter Denkmalschutz. Sie werden zudem als historische Gebäude genannt, da hier in den 1930er und 1940er Jahren bis zu ihrer Verhaftung vier Mitglieder der Widerstandsgruppe der Roten Kapelle gelebt haben, in der Nr. 17 Erika Brockdorff und ihr Ehemann Cay Brockdorff, in der Nr. 19 Adam Kuckhoff und seine Frau Greta Kuckhoff.

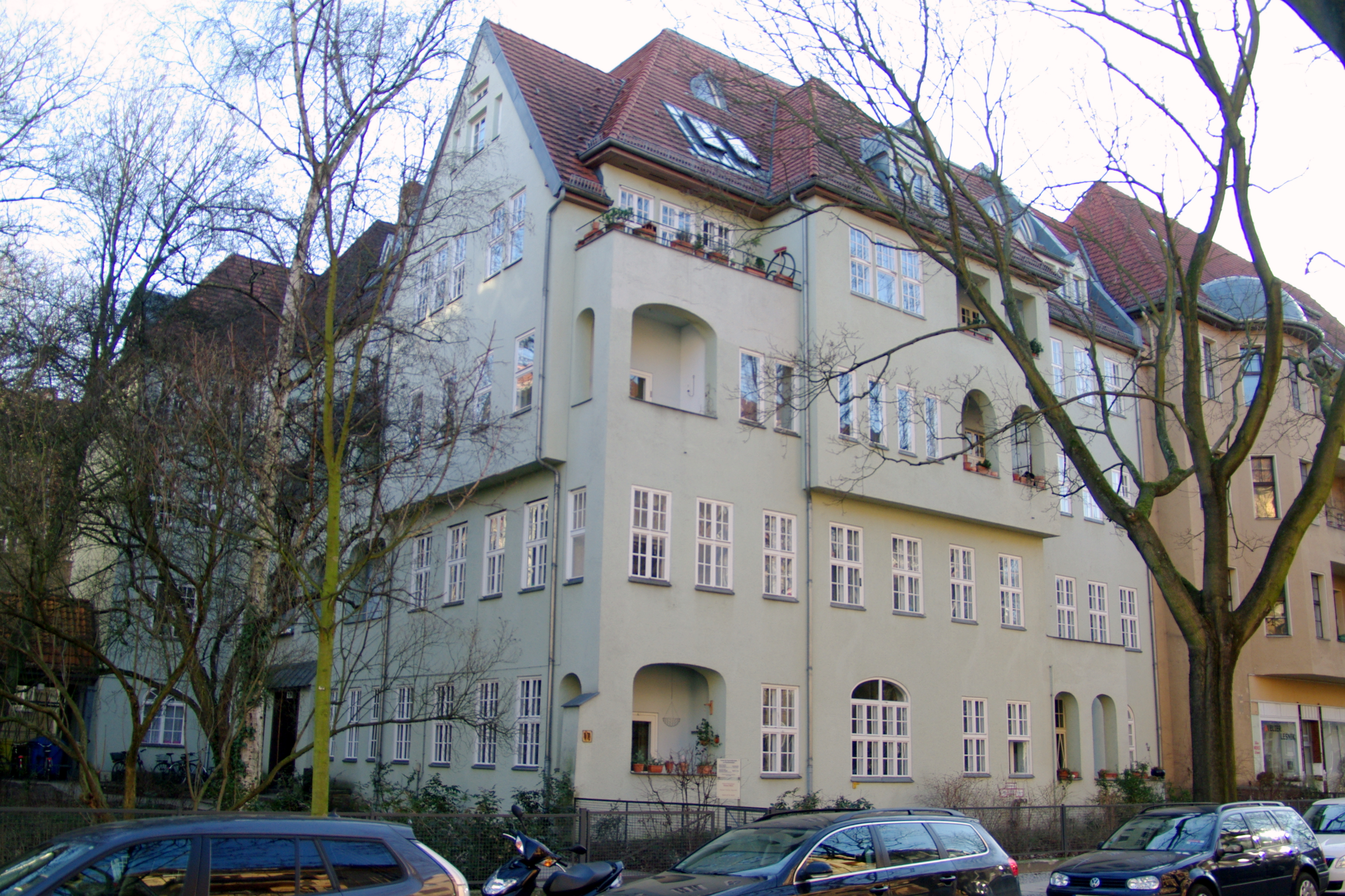
Wilhelmshöher Straße 17
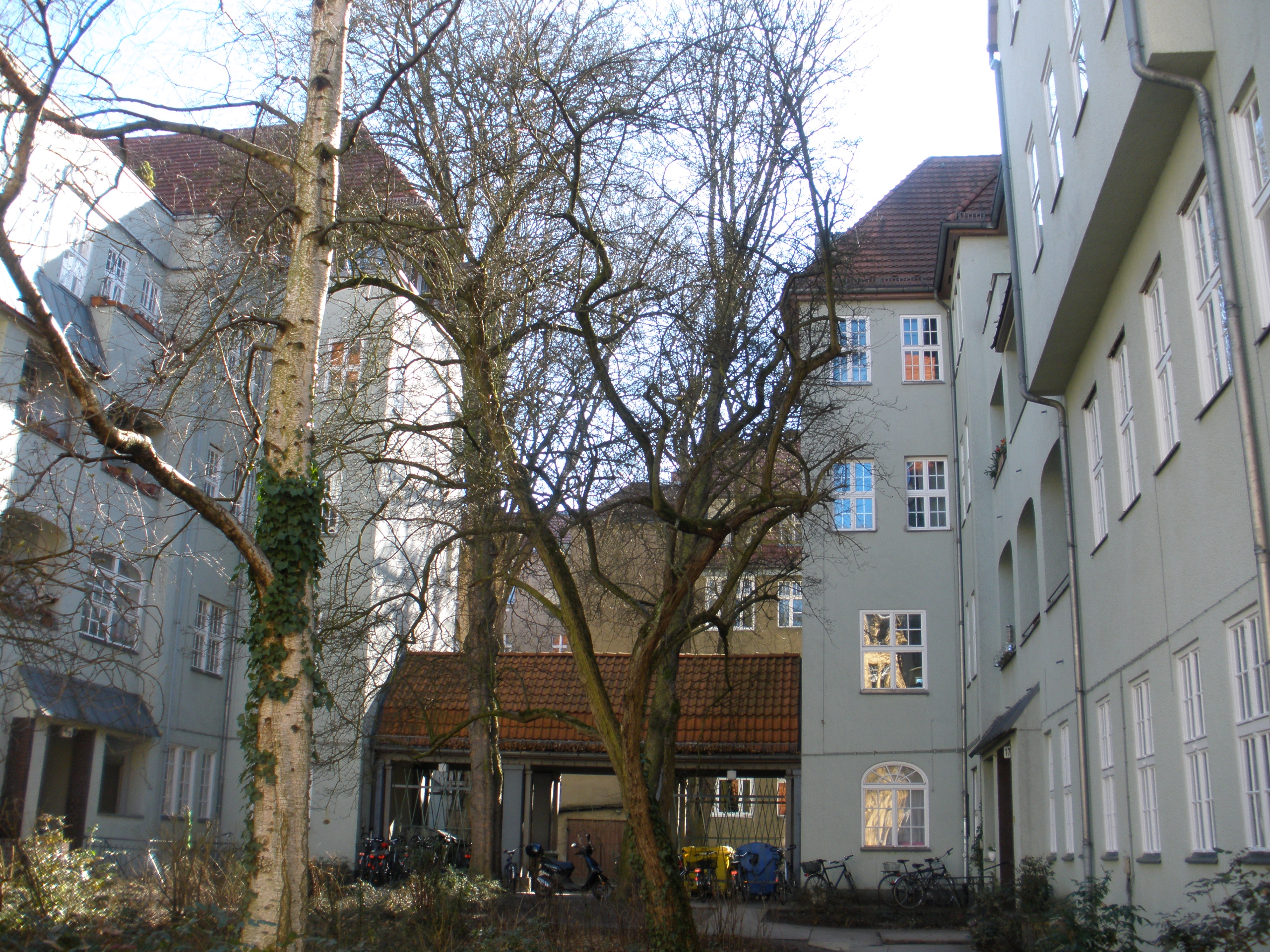
Gartenhalle
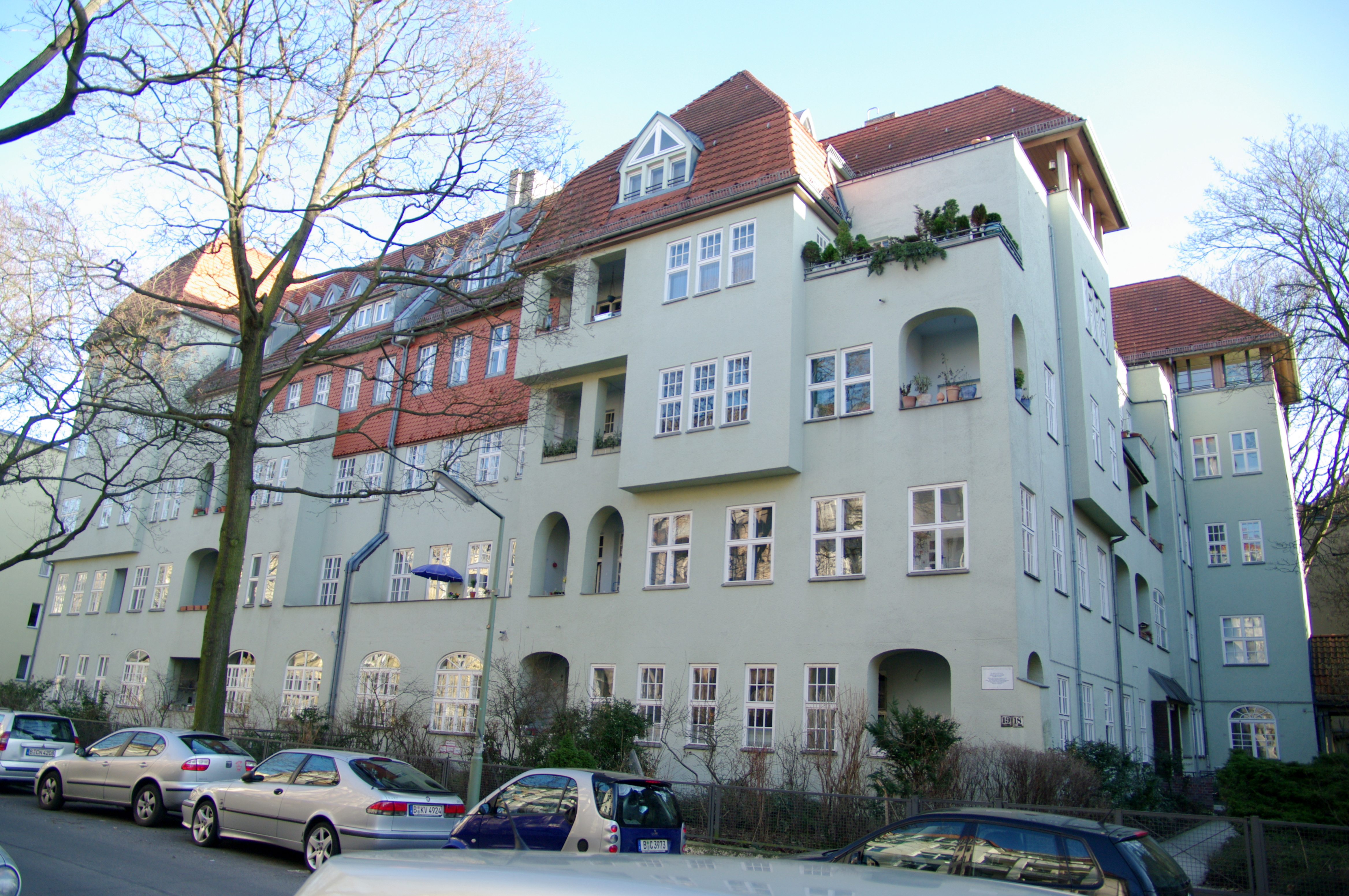
Wilhelmshöher Straße 18–20
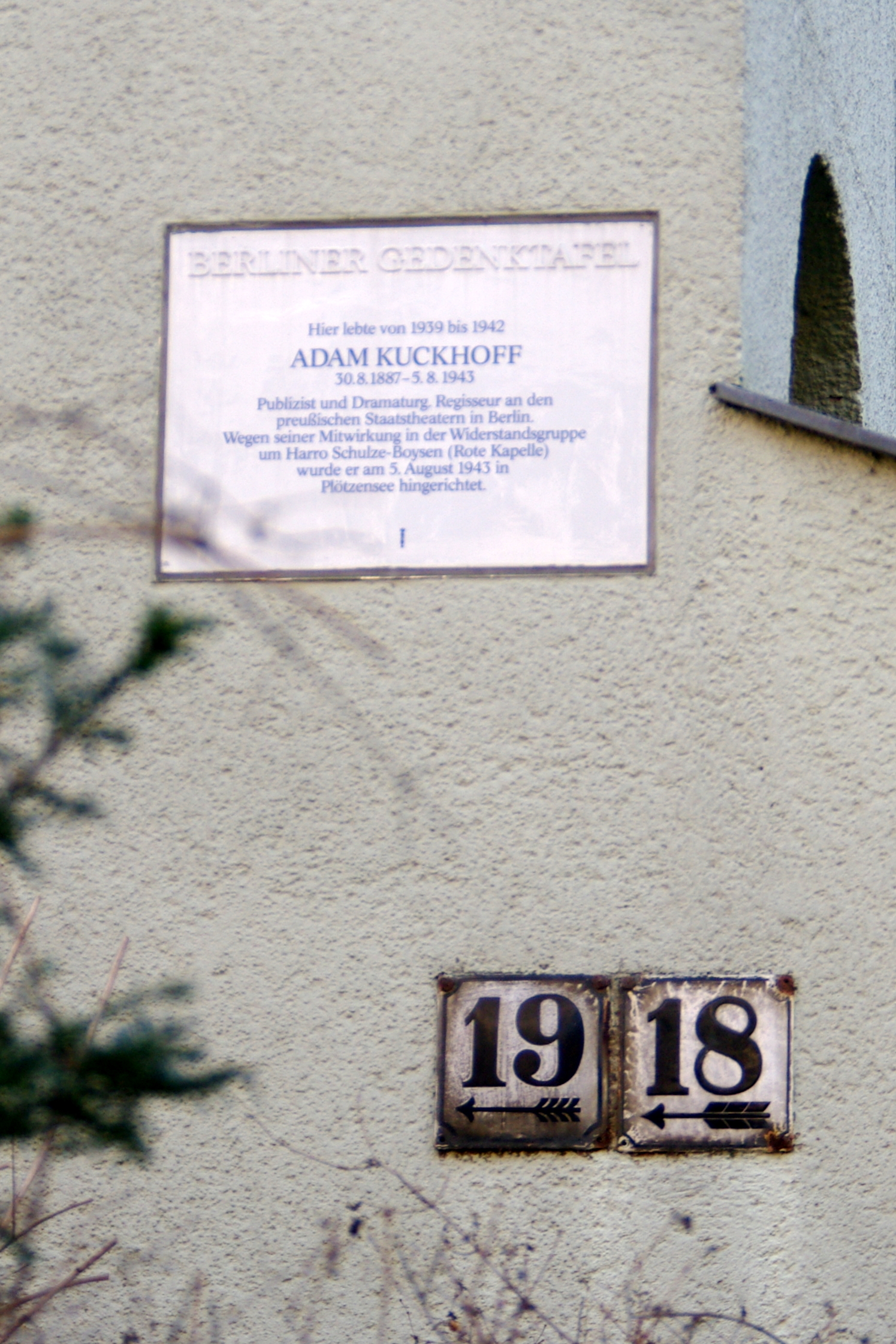
Gedenktafel für Adam Kuckhoff

Obwohl die Einküchenhäuser großen Anklang fanden und die Wohnungen schon vor Fertigstellung fest vermietet waren, schlug das Unternehmen fehl. Die Einküchenhaus-Gesellschaft meldete bereits im Mai 1909 Konkurs an. Als Gründe werden Organisationswiderstände und Kapitalmangel angegeben. Die Zentralküchen wurden von den Bewohnern während einer Übergangszeit in kooperativer Selbsthilfe aufrechterhalten. Positive Rezeption fanden die Häuser durch den Architekten Stefan Doernberg, der 1911 einen Aufsatz über das Einküchenhausproblem veröffentlichte. Er stellte fest, dass der Betrieb sich rentierte und der Versuch mit „kinderarmen hochgebildeten Mietern unter fachmännischer interessierter Leitung“ auf kapitalistischer Basis gelungen sei. Er schloss mit der Aufforderung, dass seine Kollegen Architekten die soziale und wirtschaftliche Bedeutung ihres Berufs erkennen und zu ähnlichen Taten schreiten mögen.

## Diskursgeschichte – Gemeinwirtschaftlicher Wohnungsbau
„Die Throne sind zwar umgestoßen, aber der alte Geist wurzelt zäh im ganzen Land“

Nach dem Ersten Weltkrieg bestimmten Knappheit und Mangel auch die Baupolitik, die Beseitigung des Massenwohnelends wurde als eine vordringliche Aufgabe angesehen. Die Bestrebungen nach Sozialisierung oder Senkung der Bodenpreise, nach Übernahme des Wohnungsbestandes in die kommunalen oder genossenschaftlichen Verwaltungen scheiterten an den brüchigen politischen Verhältnissen der jungen Weimarer Republik. Strategien der Problemlösung zur Wohnungsnot wurden vor allem in der Rationalisierung des Wohnungsbaus gesehen. Dabei stellten sich die avantgardistischen Architekten den reformerischen Programmen entgegen und strebten einen neuen Volkswohnungsbau an. Doch blieb dieser bis etwa 1924 in der Theorie und in zahlreichen Broschüren, Richtlinien und Stellungnahmen stecken, während die alten Institutionen des Wohnungsbaus bereits die zukünftige Politik des Aufbaus in den Schemen Kleinhaus und Wohnung im Grünen festlegten. Dennoch fand das Modell Einküchenhaus punktuell Eingang in die Beiträge von Gesellschaftswissenschaftlern und Architekten, insbesondere unter dem zugespitzten Gesichtspunkt der Sparsamkeit.

### Ökonomiat als volkswirtschaftliches Modell
Im Jahr 1919 veröffentlichte die promovierte Volkswirtin Claire Richter eine historisch ausgearbeitete Studie unter dem Titel Das Ökonomiat. Hauswirtschaftlicher Betrieb als Selbstzweck. Mit dem Begriff Ökonomiat bezeichnete sie das Modell des Einküchenhauses, um dessen Bedeutung als Wirtschaftsform hervorzuheben. Nach einer umfassenden Darstellung der Geschichte der Zentralhauswirtschaft, von Fourier bis zur damaligen Gegenwart, befasste sie sich mit dem volkswirtschaftlichen Nutzen der weiblichen Arbeitskraft. Sie dokumentierte die enorme Verschwendung, die die privaten Haushalte aller gesellschaftlichen Schichten verursachten und angesichts wirtschaftlicher Krisen unterbunden werden müssten. Die Zentralisierung der Hauswirtschaft sah sie als gangbaren Weg, Mittel und Ressourcen zu sparen, durch den Charakter des Selbstzwecks unterscheide sie sich so von allen „Anstaltcharakter tragenden Großhaushalten wie Erziehungs- und Krankenanstalten Altersversorgungs- und Armenhäusern“. Mit ihrer Schrift wandte sie sich insbesondere an die Institutionen der Wohnungsreform, um eine „subjektive Einsicht bei den objektiv betroffenen Reformern und Unternehmern“ herzustellen.
1921 gründete Claire Richter gemeinsam mit der sozialdemokratischen Frauenrechtlerin Wally Zepler und dem Architekten Robert Adolph den Lankwitzer Verein für gemeinnützige Einküchenwirtschaft, der sich sowohl auf politischer wie auf praktischer Ebene für die Etablierung von Einküchenhäusern einsetzte. Unterstützung fand das Anliegen unter anderem bei der sozialdemokratischen Reichstagsabgeordneten Marie Juchacz. Im Oktober 1921 organisierte der Verein in Berlin eine Kundgebung unter dem Motto Soziale Einküchenwirtschaft – eine Zeitforderung und verabschiedete eine Resolution, mit der der Bau gemeinnütziger Einküchenhäuser im Rahmen des staatlichen Wohnungsbaus gefordert wurde. Darin wurde festgestellt,

„[...] daß die rationelle Haushaltsführung im Rahmen gemeinnütziger Einküchenwirtschaft geeignet ist, die Lage der Frauen bedeutend zu erleichtern. [...] Durch ökonomische Gestaltung des häuslichen Konsums einerseits und ungleich höhere Ausnutzung der baulichen Anlagen für Wohnzwecke andererseits vermag sie die heute volks- wie privatwirtschaftlich geltenden Einschränkungen erträglich zu gestalten.“

Der Verein arbeitete zudem ein Projekt für ein Gelände am Lankwitzer Stadtpark aus, bei dem für 42 Einfamilienhäuser die Einzelküchen durch eine Zentralküche ersetzt werden und eine horizontale Hängetransportanlage die Verbindungen herstellen sollte. Die Organisation sowohl der Verwaltung wie der Führung der Küche war als Genossenschaft gedacht. Dies war das erste Einküchenhaus-Modell in Einfamilienbauweise. Es kam nicht zur Ausführung, Gründe dafür sind nicht dokumentiert.

### Reformkonzepte der Architektur
Nur punktuell fand das Modell des Einküchenhauses Eingang in die Strategien der Stadtplanung der 1920er Jahre, während im Siedlungsbau die Einrichtung umfangreicher Infrastrukturen wie Waschhäuser und Läden voranschritt. Die Architekten Peter Behrens und Heinrich de Fries stellten fest, dass neben der Baurationalität die „Rationalität der Organisation des Gemeinschaftslebens“ am besten im System der Einküchenhäuser zu verwirklichen sei, doch fand dieser Gedanke keine Umsetzung von ihnen. Hermann Muthesius, der 1908 für die Einküchenhaus-Gesellschaft der Berliner Vororte das entsprechende Gebäude in Berlin-Lichterfelde errichtet hatte, lehnt die Idee als Notbehelf nunmehr ab. Der österreichische Architekt Oskar Wlach setzte sich für die Realisierung von Einküchenhäusern ein. Er sah darin die Entwicklung einer neuen Wohnform, die zwischen der Einzelwirtschaft in einem Mietshaus und der kommunalen Betreuung in Heimunterkünften liegt: „Diese Mitteltype hat die Individualisierung im Eigenheim mit der Ökonomie einer vereinheitlichten Bewirtschaft und den Annahmlichkeiten gemeinsamer Tagträume zu verbinden.“ Auch Henry van de Velde war ein Befürworter der Zentralküche, architektonisch stände diese ohnehin im typologischen Kontext des städtischen Mietshauses, da dessen Aussehen nicht von der Küche beeinflusst sei. Doch das Einküchenhaus trage den Keim einer vollständigeren Gemeinschaft in sich, „denn wir werden uns nicht lange mit dem Haus begnügen, in dem nur die Küche gemeinschaftlich ist“.
Der Architekt und Stadtplaner Fritz Schumacher, ab 1908 Baudirektor und von 1923 bis 1933 Oberbaudirektor in Hamburg, hatte sich bereits 1909 intensiv mit dem Für und Wider des Einküchenhauses auseinandergesetzt. Er sah darin die Möglichkeit des Fortschritts in der Großstadtkultur und insbesondere für die Emanzipationsbestrebungen der Frauen. Seine fürsprechenden Argumente waren die Einsparmöglichkeiten in der Raumgestaltung, die Förderung geistiger Interessen der von der Kleinarbeit entlasteten Frauen, die Befreiung des Kochberufs vom Dienstbotencharakter und die Verbesserung der Esskultur durch Fachkräfte. Als Gegenargumente führte er den Verlust der Individualität an, den Verlust des materiellen und ideellen Rückhalts im Haushalt, insbesondere wenn die Frau nicht berufstätig ist, und die steigende Entwertung des Eigenheims. Überliefert ist zudem die etwas anekdotenhafte Bemerkung Schumachers, zu bedauern sei „der Wegfall des Privilegs mancher Hausherren, mit der Ehefrau ein kochendes Sondertalent im Hause zu haben“. 1921 versuchte Schumacher seine Vorstellungen von Einküchenhäusern bei Bau der Dulsberg-Siedlung in Hamburg umzusetzen, scheiterte aber an den Widerständen des Senats.

### Die Rationalisierung der Hauswirtschaft

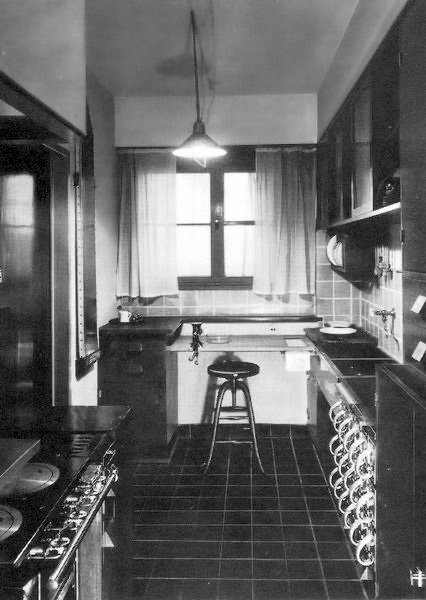
Reformmodell Frankfurter Küche, 1926

Ab Mitte der 1920er Jahre wurde die Diskussion um das Einküchenhaus eingeholt von der Rationalisierung der Einzelhaushalte und insbesondere der Standardisierung der Küchen. Ein großer Erfolg der Frauenbewegung war die direkte Einbeziehung von Frauenorganisationen in Institutionen des Wohnungsbaus. Als eines der wirkungsvollsten Projekte der Zeit galt die Reichsforschungsgesellschaft für Wirtschaftlichkeit im Bau- und Wohnungswesen, initiiert von der Reichstagsabgeordneten Marie-Elisabeth Lüders. Gefördert wurden Versuchssiedlungen der Klassischen Moderne wie Stuttgart-Weißenhof, Dessau-Törten und Frankfurt-Praunheim, die unter den Aspekten von Hauswirtschafts- und Familientauglichkeit von Architekten, Ingenieuren und Vertreterinnen der Hausfrauenverbänden untersucht wurden. Die „Befreiung der Frau vom Küchenmief“ verlagerte sich in die Ausgestaltung der modernen Küchen nach den Grundsätzen einer rationellen Hauswirtschaft. Dabei wurden Grundriss und Einrichtung unter dem Gesichtspunkt der reibungslosen Arbeitsabläufe ausgewählt, als Urtyp gilt die 1926 von der Wiener Architektin Margarete Schütte-Lihotzky entwickelte Frankfurter Küche.
Die Stärken der Rationalisierung der Einzelhaushalte gegenüber der Zentralisierung der Hauswirtschaft führte Schütte-Lihotzky in einem Aufsatz von 1927 aus: Das Konzept des Einküchenhauses kranke daran, dass eine stabile Lebenshaltung der Bewohner die Voraussetzung sei, da die Finanzierungsanteile für Zentralküche, Zentralheizung und weitere gemeinschaftliche Einrichtungen unter allen Umständen aufgebracht werden müsse, aber von denjenigen, die binnen kurzer Zeit arbeitslos werden können, nicht gewährleistet wird.

„Nachdem wir erkennen, daß das Einküchenhaus für einen sehr großen Teil der Bevölkerung gar nicht in Frage kommt, müssen wir alles tun, den Einzelhaushalt zu reformieren und der Frau jede unnötige Arbeit abzunehmen.“

Die Umorientierung auf das Rationalisierungskonzept geschah umfassend und schnell, die standardisierte Küche hatte nicht nur den Vorteil der optimierten Arbeitsabläufe, die eine Haushaltsführung nach wirtschaftlichen Grundsätzen ermöglichte, sondern konnte im Massenbau kostengünstig umgesetzt werden. Das Modell des Einküchenhauses war diesem Konzept unterlegen und galt sowohl im genossenschaftlichen wie im Massenwohnungsbau als gescheitert. „In den Montageketten des Zeilenbaus und in den Anspruch (übergeordneter) Funktionalität der Form der Standardwohnung, ist verschwunden, was wir als soziales Leben und sozialen Raum in den Höfen, Galerien, Bewohnerversammlungen, Speisen- und Lesesälen der Einküchenhäuser kennengelernt haben. Dieses soziale Leben fällt nun unter Verschwendung.“

## Genossenschaftliche Einküchenhäuser

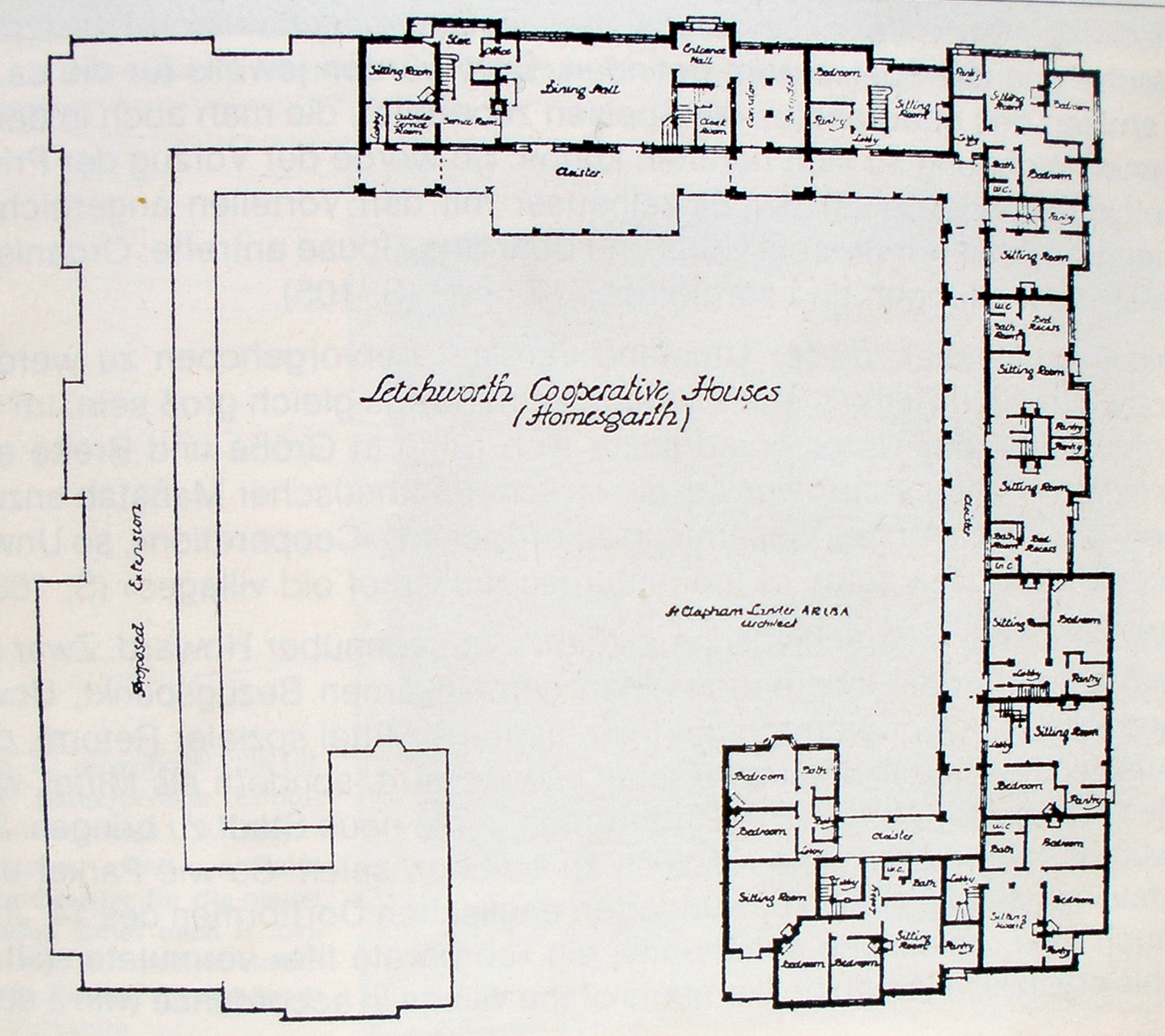
Skizze des Grundrisses von Homesgarth, Letchworth

### Letchworth 1909
Die Gartenstadtbewegung war zugleich Parallele wie Gegenkonzept zum städtischen Einküchenhaus, in dem sie die „ideale Gemeinschaft“ außerhalb der Städte anstrebte. Gemeinsam ist beiden Reformkonzepten die Sicht auf die Architektur: eine anders gebaute Umwelt werde anderes soziales Verhalten prägen. Doch im Unterschied zum Ziel der Schaffung eines Eigenheims innerhalb der Gartenstadt, stand das Einküchenmodell der Bildung von Individualbesitz am Kleinhaus entgegen. Dennoch plante Ebenezer Howard innerhalb von Letchworth Garden City, der ersten realisierten Gartenstadt in Europa, den Bau eines Einküchenhauskomplexes. Unter der Leitung des Architekten Clapham Lander entstand in den Jahren 1909/1910 die Kooperative Homesgarth (heute Solershot House), ein Komplex zwei- bis dreigeschossiger Häuser mit 24 Wohnungen ohne Einzelküchen, in dessen Mitte ein Gemeinschaftsbereich mit Zentralküche, Esssaal und Aufenthaltsräumen angelegt war. Es sollte ein um einen Hof gelegener geschlossener Block werden, das Projekt wurde jedoch nur zur Hälfte realisiert.

„Die Wohnungen haben nur Einrichtungen für die Zubereitung ganz kleiner Mahlzeiten und die Säuberung des kleinen Geschirrs; das große Geschirr wird wieder in der Hauptküche abgewaschen, die mit arbeitssparenden Gerätschaften bestens ausgestattet ist. Seitlich der Häuserflügel ist eine Kinderkrippe in einem großen sonnigen Raum angegliedert. Dort waltet eine mütterliche Pflegerin, und Zugang besteht zu einem günstig im Freien angeordneten Kinderspielplatz. Ferner gibt es, ebenfalls günstig angeordnet, ein Waschhaus mit allen erforderlichen Einrichtungen.“

Organisiert war das Haus auf genossenschaftlicher Basis. Der Einkauf von Lebensmitteln und Brennmaterial wurde gemeinschaftlich vorgenommen, die Kosten für die Zentraleinrichtungen so wie für das Küchen- und Dienstpersonal auf die Bewohner umgelegt. Obwohl man sich von den Frühsozialisten abgrenzen wollte und einen Ausgleich zwischen kollektiven und familiären Belangen suchte, wurde Homesgarth vielfach mit den kommunitären Experimenten Fouriers verglichen.

### Zürich 1916

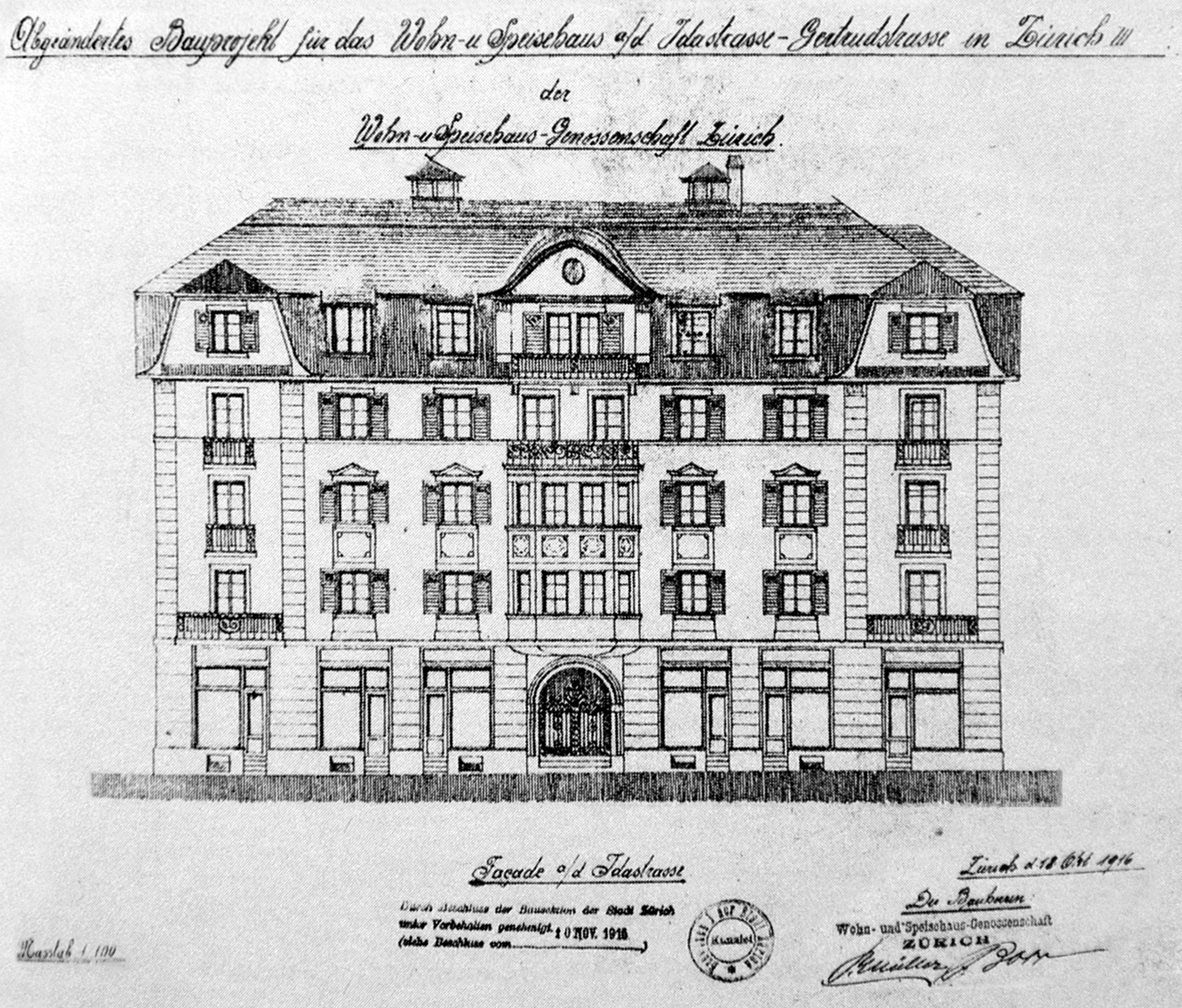
Bauzeichnung des Amerikanerhaus, Zürich 1916

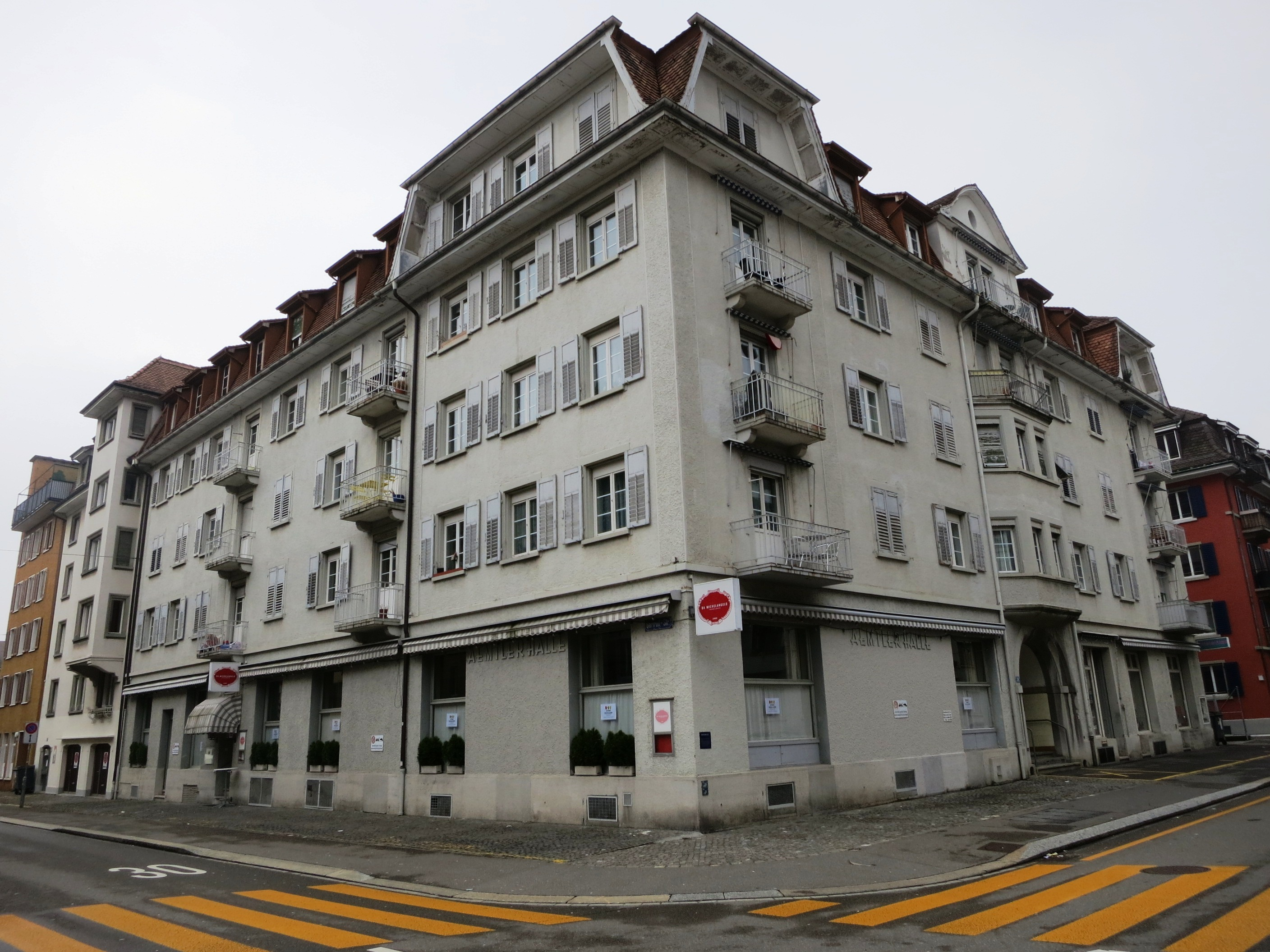
Amerikanerhaus / Ämtlerhalle, Zürich 2013

Ein als Einküchenhaus geplantes, aber in letzter Konsequenz nicht ausgeführtes Projekt ist das sogenannte Amerikanerhaus in Zürich an der Idastrasse. Der Sozialreformer Oskar Schwank gründete 1915 die Wohn- und Speisehausgenossenschaft und ließ 1916 das Gemeinschaftshaus in Anlehnung an Godins Familistère in Guise bauen. Neben der Zentralküche und dem Speisesaal im Erdgeschoss waren im Innenraum, rund um einen Hof, über die Stockwerke Laubengänge angelegt. Im Laufe des Baugenehmigungsverfahrens aber musste Schwank die Pläne ändern, in den Wohnungen Einzelküchen einrichten lassen und die Zentralküche zu einem Restaurant umfunktionieren. Dennoch galt es aufgrund seiner Bauweise bis in die 1940er Jahre als Kollektivmodell, da die breiten Laubengänge, der Hof und das Restaurant, Ämtlerhalle genannt, für die kommunikativen Aktivitäten der Bewohner genutzt wurden. Das Gemeinschaftsleben in diesem Haus ist 1976 von dem Sozialwissenschaftler Peter Trösch durch Bewohnerbefragungen untersucht und veröffentlicht worden. Dies gilt als beachtenswert, da es eines der wenigen Zeugnisse vom Alltagsleben in kollektiven Einrichtungen der 1920er Jahre ist. Als Thema nur angerissen ist dabei der Aspekt der Wirkung der Architektur: „Wenn das Haus ein Gemeinschafts- und produktives Kommunikationsgefühl unter den Bewohnern aufkommen ließ, […] so lag das sicherlich an der Bauart, die, anders als beim Kopenhagener Haus, dem Typus des Laubengang-Innenhofhauses folgte.“ Das Gebäude selbst blieb nach der Fertigstellung im genossenschaftlichen Besitz der am Bau beteiligten Handwerker. 1946 ging es als Ämtlerhalle AG in das Eigentum der Zürcher Löwenbräu über, seit 1992 steht es unter Denkschutz.

### Berlin 1921
Nach dem Ersten Weltkrieg baute die Freireligiöse Gemeinde Berlin ein Einküchenhaus in der Pappelallee 15 im Berliner Bezirk Prenzlauer Berg. Es diente Kriegsversehrten die nicht für sich selbst sorgen konnten, als Heimstatt. Der Sozialbau war zur Straßenfront nicht als Wohnheim erkennbar. Die Küche war als Großküche gebaut; im Wohnheim gab es einen Essensaufzug zur Verteilung des Essens in die Geschosse. Später entwickelten sich die Wohneinheiten in normale Wohnungen.

### Hamburg 1921

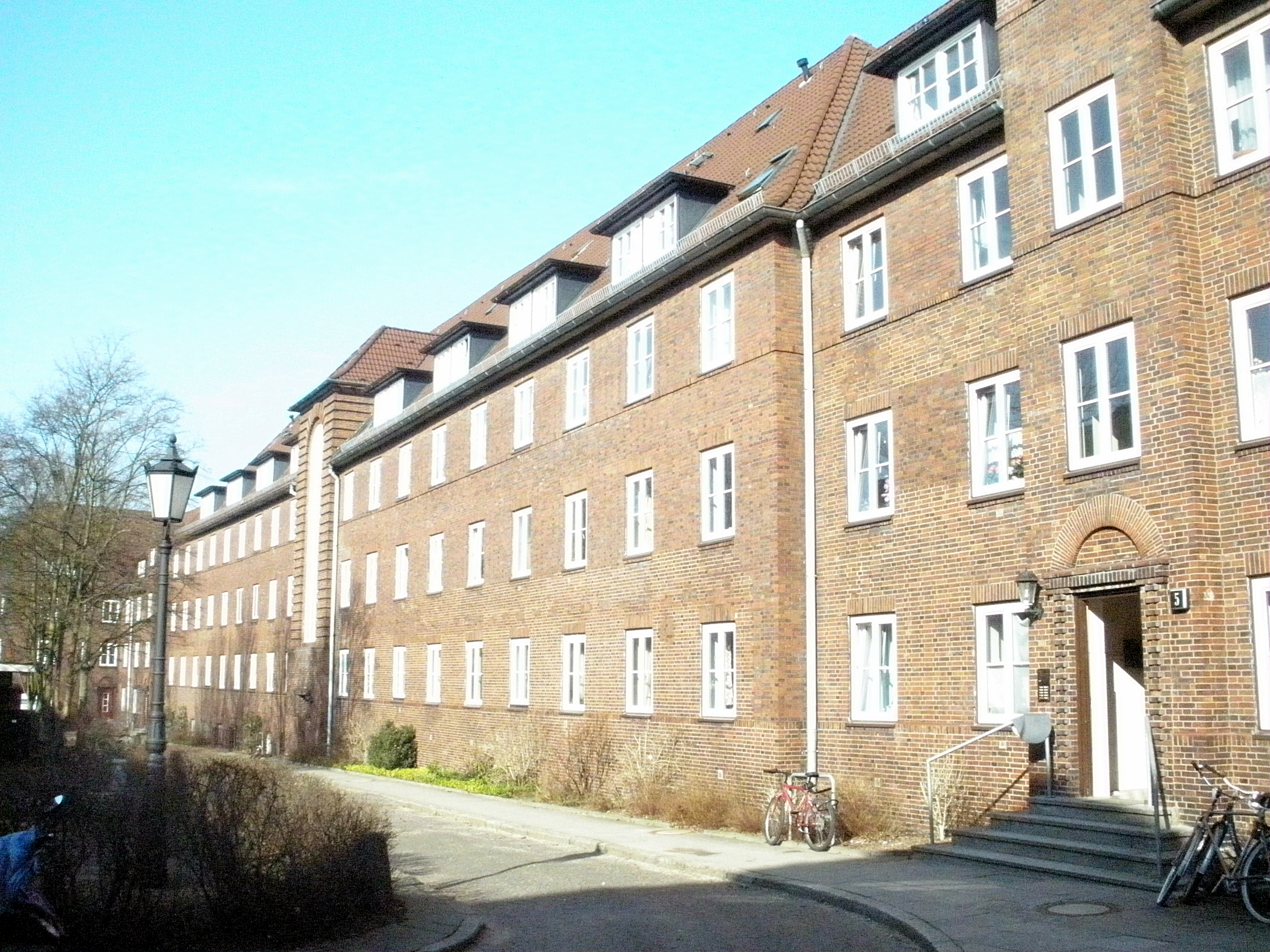
Ehemaliges Ledigenheim in der Dulsberg-Siedlung

Der Dulsberg war ehemaliges Ackerland im Nordosten Hamburgs, das ab etwa 1910 für die stadterweiternde Bebauung vorgesehen war. Ab 1919 wurde diese mit einem reformierten Bebauungsplan unter der Leitung des Stadtbaudirektors Fritz Schumacher umgesetzt. Der erste realisierte Wohnblock umfasste die sogenannte Dulsberg-Siedlung, Bauherr war die Stadt, vertreten durch die Baudeputation. Schumacher konzipierte diese zehn Wohnblöcke zunächst als Einküchenhäuser, vorgesehen war in jedem Block „eine kleine Wirtschaft“ für die gemeinsame Versorgung. Diese sollte entweder genossenschaftlich oder als freies Unternehmen geführt werden. Die Senats- und Bürgerschaftskommission für Wohnungsfragen lehnten den Vorschlag jedoch ab:

„Bedenken wurden […] von fast allen Seiten gegen die Einführung des Einküchenhauses geäußert. Diese Neuerung sei nur geeignet, den häuslichen Herd zu zerstören und damit den Familiensinn zu untergraben, sie werden ohne Zweifel an dem Widerstand der hamburgischen Hausfrauen scheitern, die es vorziehen würden, selbständig zu wirtschaften.“

Schumacher konnte eine ansatzweise Umsetzung der Pläne nur für einen der insgesamt zehn Blöcke umfassenden Siedlung durchsetzen. Im östlichen Abschnitt zwischen Elsässer Straße 8–10 und Memeler Straße wurde 1921 mit einem dreigeschossigen Backsteinbau ein Ledigenheim mit Zentralküche und Wirtschaftsräumen konzipiert. Die Grundidee des Einküchenhauses, die Auflösung des herkömmlichen Haushalts zugunsten einer kollektiven Wirtschaftsform, aber war damit nicht erreicht. Das Haus wurde einige Jahre als Studentenwohnheim genutzt, anschließend zu einem normalen Wohnhaus mit Einzelküchen umgebaut.

### Wien 1911 und 1923

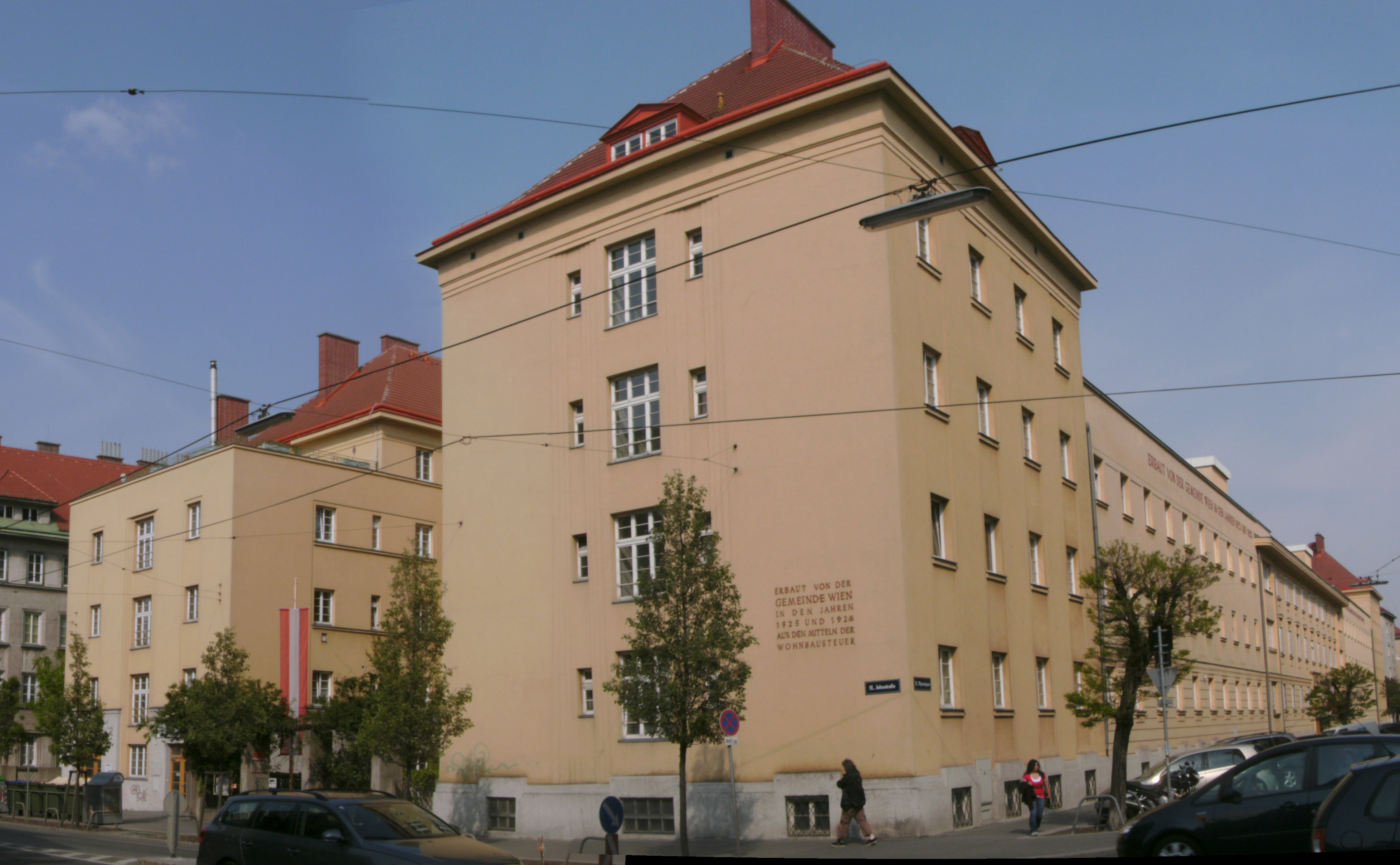
Heimhof, Ecke Johnstraße / Pilgerimgasse, Wien 15.

Der Heimhof an der Pilgerimgasse in Wien gilt als eines der bekanntesten Einküchenhäuser. Er wurde in den Jahren 1921 bis 1923, als Projekt des kommunalen Wohnungsbaus des Roten Wiens, nach Plänen des Architekten Otto Polak-Hellwig errichtet. Bauträger war die Gemeinnützigen Bau- und Wohnungsgenossenschaft Heimhof, die auf eine Initiative der Sozialreformerin Auguste Fickerts zurückging und bereits seit 1911 das Heimhof Frauenwohnheim (Heimhof I. Objekt) für alleinstehende, erwerbstätige Frauen in der Peter Jordan Straße 32-34 im 19. Bezirk betrieb. Der Kern der größeren Anlage war ein dreigeschossiger Trakt in der Pilgerimgasse im 15. Bezirk, mit 24 Kleinwohnungen für Ehepaare und Familien, in denen beide Partner einem Beruf nachgingen. Die zentrale Küche und ein gemeinsamer Speisesaal bildeten das Herzstück der Anlage. Von hier aus führten Speiseaufzüge zu den Wohnungen, die statt mit Einzelküchen mit sogenannten Wirtschaftsnischen ausgestattet waren, in denen die Zubereitung kleinerer Speisen möglich war. Die Angestellten der Zentralhauswirtschaft waren Gemeindebedienstete, die auch die Säuberung der Wohnungen und die Besorgung der Wäsche übernahmen. Dazu war eine Wäscherei im Untergeschoss eingerichtet. Weitere Kollektiveinrichtungen waren Lesestuben, Warmwasserbäder, Dachgarten und Sonnenterrassen. Die Versorgung und Betreuung der Kinder während der Arbeitszeiten der Eltern wurde als „ausgezeichnet“ beschrieben.
1924 geriet die Genossenschaft in finanzielle Schwierigkeiten, die Gemeinde Wien übernahm das Haus in ihr Eigentum, die Verwaltung blieb bei der Genossenschaft. Nach Plänen des Architekten Carl Witzmann wurde der Heimhof 1925 von einem freistehenden Gebäude zu einem geschlossenen Block mit insgesamt 352 Wohnungen erweitert. Den Kindergarten integrierte man im Blockinneren. Während seiner Bestehenszeit erfuhr der Heimhof sehr unterschiedliche Kritiken, so wurde 1923 auf einer Wiener Gemeinderatssitzung geäußert:

„Es ist ein Unsinn, wenn eine Familie in einem solchen Einküchenhaus wohnt. Es ist auch aus sittlichen Gründen nicht anzuraten, der Hausfrau alle Sorgen für den Haushalt abzunehmen. Die junge Hausfrau soll sich nur sorgen, sie soll wirtschaften und sparen lernen, das wird ihr für die Zukunft nur von Nutzen sein.“

Hingegen begrüßte eine Architekturzeitung aus dem Jahr 1924, nach einer sehr ausführlichen positiven Beschreibung, das Projekt als zukunftsweisend:

„Sicher bedeutet auch das Einküchenhaus nicht die höchste hauswirtschaftliche Glückseligkeit. Aber eine aussichtsreiche Station auf dem Wege zur Befreiung der mit Kopf und Hand arbeitenden Menschheit vom überflüssigen Ballast hauswirtschaftlicher Betätigung ist es gewiss.“

Doch auch in Wien blieb das Einküchenhaus ein isoliertes Experiment. Bereits 1934, zu Beginn des Austrofaschismus, wurde die zentrale Küchenbewirtschaftung aufgehoben. Nach der Machtübernahme durch die Nationalsozialisten 1938 kam es zur endgültigen Auflösung der Genossenschaft und deren Gemeineinrichtungen. Die Wohnungen stattete man nun mit kleinen Küchen und Bädern aus, ohne die Infrastruktur verloren sie ihre Attraktivität, wurden als Notunterkünfte genutzt und verwahrlosten. In den 1990er Jahren fand eine umfassende Renovierung des Heimhofs statt. Geblieben ist von dem Haus ein Stummfilm des österreichischen Regisseurs Leopold Niernberger aus dem Jahr 1922 mit dem Titel Das Einküchenhaus. Er erzählt die Geschichte einer berufstätigen Mutter, die die Vorzüge des Heimhofes kennen und schätzen lernt.
Seit 2021 erforscht das interdisziplinäre Forschungskollektiv „Einküchenhaus. Verein zur Erforschung emanzipatorischer Wohnmodelle“ basierend auf den beiden Wiener Einküchenhäusern die Potenziale und Grenzen (internationaler) historischer, kollektiver Wohnbaukonzepte und stellt Bezüge zum aktuellen Wohnbaudiskurs her.

### Amsterdam 1928

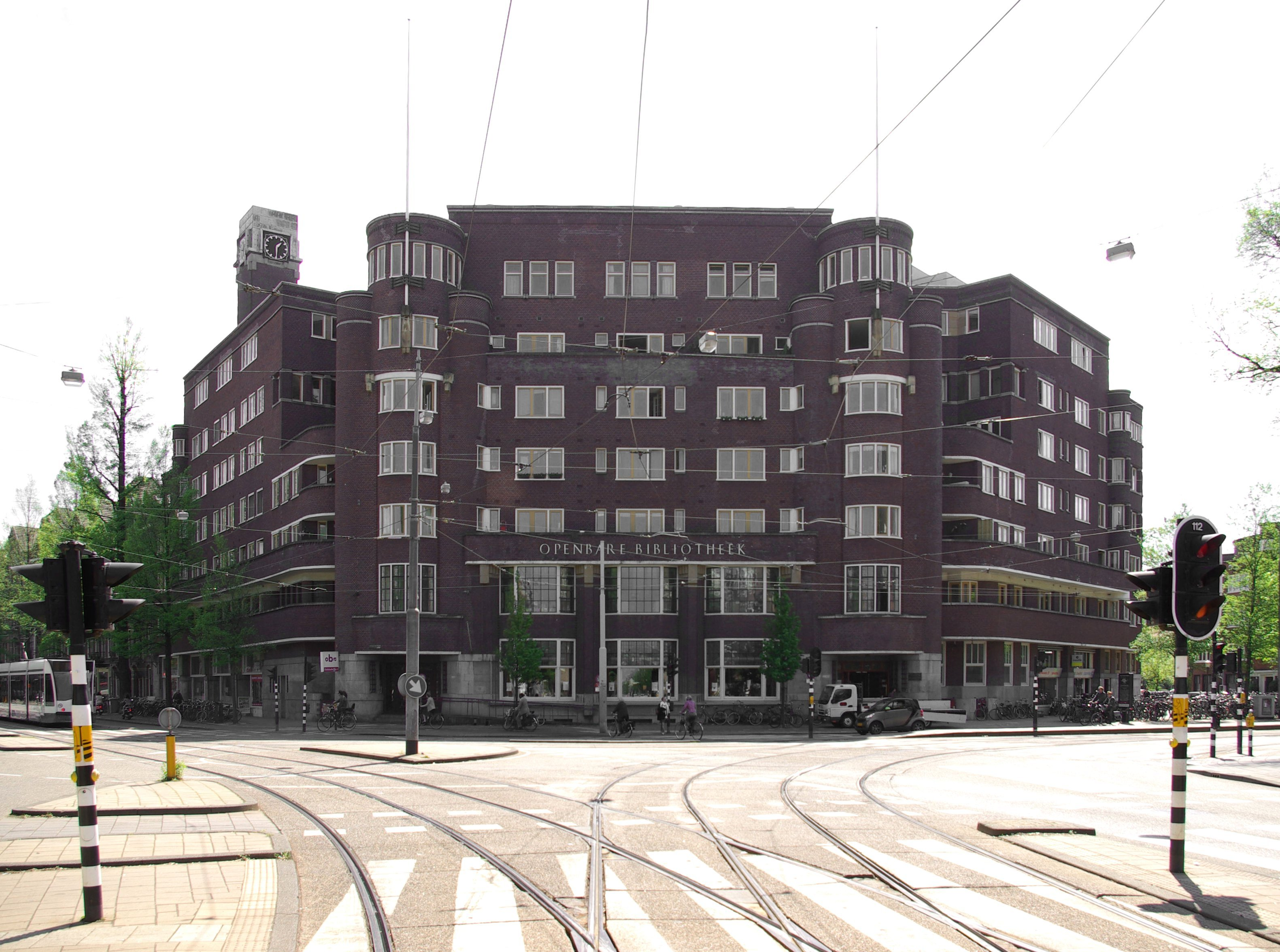
Het Nieuwe Huis in Amsterdam, 2011

Wenig Beachtung im deutschsprachigen Diskurs um gemeinwirtschaftlichen Wohnungsbau oder moderne Architektur fand Het Nieuwe Huis in Amsterdam, das 1927/28 nach einem Entwurf des Architekten Barend van den Nieuwen Amstel (1883–1957) im Stil der expressionistischen Amsterdamer Schule errichtet wurde. Seine Entstehung geht auf die Organisation Amsterdamsche Coöperatieve Keuken (ACK) zurück, die bereits seit 1912 bei der Wohnungsbaugenossenschaft Samenleving den Bau eines Einküchenhauses für Alleinstehende und kleine Familien anregte. Im Zuge einer ab 1917 umgesetzten Stadterweiterung übernahm die von Gemeinde- und Staatsbeamten gegründete Genossenschaft Samenleving die Bebauung von sieben Häuserblöcken am Roelof Hartplein, wo schließlich das in Zusammenarbeit mit der ACK projektierte Het Nieuwe Huis entstand. Während die Vermietung in der Händen von Samenleving blieb, gründete man für den Betrieb des Hauses die heute noch bestehende Coöperatieve Woonvereniging Het Nieuwe Huis.
Neben den ursprünglich 169 Appartements und dem Restaurant verfügte das Gebäude über eine Bibliothek mit Lesesaal, ein Postamt, vier Ladengeschäfte im Erdgeschoss, Dachterrassen, Haustelefonanlage, Speiseaufzüge sowie eine Fahrradstation im Keller. Den Bewohnern standen Dienstleistungsangebote zur Verfügung, darunter die Erledigung von Hausarbeiten und Besorgung von Einkäufen. In den Anfangsjahren waren dafür 35 Mitarbeiter mit eigener Direktion im Haus beschäftigt. Im Gegensatz zu den vorher bestehenden, nach Geschlechtern getrennten, Arbeiter- oder Frauenheimen (niederländisch tehuizen), stellte Het Nieuwe Huis durch seinen gemischten Charakter in Amsterdam ein Novum dar, was dem Haus auch die spöttische Bezeichnung De Laatste Kans (deutsch Die letzte Chance) einbrachte.
Die Kosten für die Zentraleinrichtungen und das Dienstpersonal wurde auf die Bewohner verteilt, dadurch war die Miete letztlich höher als ursprünglich vorgesehen. Auch die Verteilung der Mahlzeiten erwies sich als problematisch. 1937 fanden unter Beteiligung des Architekten van den Nieuwen Amstel einige Umbauten statt, bei denen unter anderem die im Dachgeschoss gelegene Küche durch 19 zusätzliche Wohnungen ersetzt und in das Erdgeschoss verlegt wurde. Seitdem verfügt der weitgehend im Originalzustand erhalten gebliebene Komplex über 188 Appartements. 2004 wurde das Gebäude als Rijksmonument unter Denkmalschutz gestellt.

## Diskursgeschichte – Neues Bauen und Funktionalismus
Mit der erfolgreichen Verbreitung des Siedlungsbaus, der Konzipierung von großangelegten Wohnungsbauprogrammen wie das Neue Frankfurt und der Errichtung von Wohnstädten wie die Hufeisensiedlung in Berlin-Britz, die Jarrestadt in Hamburg-Winterhude oder der Karl-Marx-Hof im Wiener Bezirk Döbling, schien die Geschichte des Einküchenhauses als Alternative zur Kleinwohnung beendet. Doch fand das Modell ab Ende der 1920er Jahre Aufnahme in den funktionalistischen Richtungen des Neuen Bauens. Neuartige Wohnformen für den soziologisch beschriebenen Typus des modernen Großstadtmenschen fanden ihre Entsprechung in Wohnbauten mit Apartments und Split-Level-Wohnungen, deren Räume auf verschiedenen Ebenen und um halbe Etagen versetzt angeordnet sind. In den dem Einküchenhaus folgenden Formen wurden diese zu Service-Einrichtungen, die Gemeinschaftsflächen ersetzten zentrale Restaurants als Begegnungsbereiche.
Der ideologische Hintergrund unterschied sich weitreichend, sowohl zu seinen Vorgängern wie untereinander. So war das Narkomfin in Moskau als Kommunehaus für eine sozialistische Lebensweise angelegt, das Ledigenheim der Werkbundsiedlung Breslau ein architektonisches Ausstellungsstück, das Boardinghouse des Westens in Hamburg ein gewinnorientiertes Mietshaus, das Kollektivhuset in Stockholm ein soziologisches Projekt und das Londoner Isokon Building ein Experiment für kollektives Wohnen.

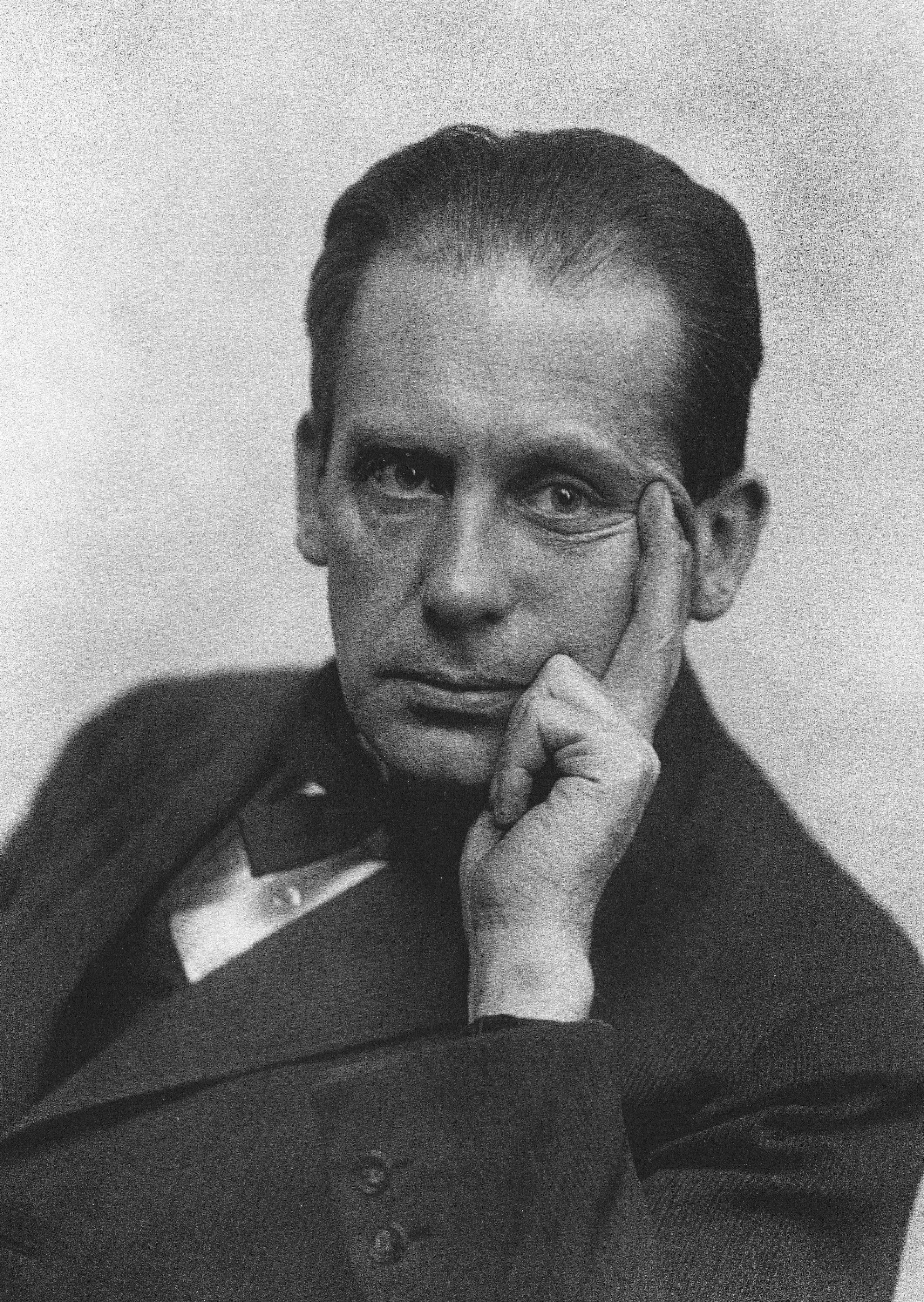
Walter Gropius

Die konzeptionelle Debatte in der Nachfolge um Zentralküchen und Gemeinschaftseinrichtungen nahm Walter Gropius während des Congrès International d’Architecture Moderne (CIAM) in Frankfurt 1929 und nachfolgend in Brüssel 1930 wieder auf. Auf beiden Kongressen stellte er sein Konzept des Wohnhochhauses den Siedlungs- und Kleinhausbauten entgegen und begründete dies damit, dass eine vernünftige Stadtentwicklung nicht denkbar sei, wenn alle Bewohner im Eigenheim mit Garten wohnten:

„die großstadt muß sich positivieren, sie braucht den anreiz der eigenentwickelten, ihrem lebensorganismus entsprechenden besonderen wohnform, die ein relatives maximum an luft, sonne und pflanzenwuchs mit einem minimum an verkehrswegen und an bewirtschaftungsaufwand vereint.“

Neben den städtebaulichen und architektonischen Ausarbeitungen stellte Gropius auch gesellschaftspolitische Grundannahmen vor. Die Entlastung von der Hausarbeit sei die Voraussetzung für persönliche Selbstständigkeit, entsprechend gelte insbesondere für die Frauen nach der Auflösung der Großfamilie der Großhaushalt als erstrebenswertes Ziel. Der Staat übernehme die aus der Familie vertriebenen früheren Funktionen, indem er Kinderheime, Schulen, Altersheime und Krankenhäuser zentral organisiere. Die restlichen Kleinfamilienfunktionen könnten, unter Zuhilfenahme weitgehender Mechanisierung der Wohnungsbewirtschaftung und der Zentralisierung zum Großhaushalt, im Wohnhochhaus beherbergt werden.
1931 legte Walter Gropius seinen Entwurf für die Wohnhochhäuser am Wannsee vor, eine Planung von fünfzehn elfgeschossigen Häusern im Stahlskelettbau mit insgesamt 660 Wohnungen, die einer Vielzahl von Familien auf einem relativ kleinen Streifen Land eine „Wohnung im Grünen“ mit Ausblick über Havel und Wannsee bieten sollten. Die Wohnungen selbst wären mit kleinen Funktionsküchen eingerichtet, die Gemeinschaftseinrichtungen benannte Gropius als Café und Gesellschaftsraum mit Dachterrasse, Bibliothek und Leseraum, Sport- und Baderaum. Eine Verwirklichung des Projekts scheiterte sowohl an der Weltwirtschaftskrise wie an den damaligen deutschen Baugesetzen. Der in den 1960er Jahren in Deutschland betriebene Wohnhochhausbau hingegen wird als leere Formhülse des Gropius-Konzepts bezeichnet.

## Umsetzungen durch das Neue Bauen

### Moskau 1928

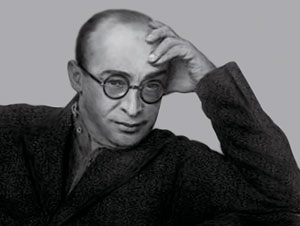
Moissei Ginsburg, Architekt

Das Narkomfin-Kommunehaus ist ein sechsstöckiger Wohnblock in Moskau, gebaut zwischen 1928 und 1932 als Kommunehaus für die Beamten des Finanzministeriums. Die Architekten Moissei Ginsburg und Ingnatij Milinis entwarfen das Gebäude im Rahmen des staatlich geförderten Experimentalbauprogramms. Unterstützt wurde ihr Projekt durch die Farbgestaltung des deutschen Bauhausavangardisten Hinnerk Scheper. Es war ausgerichtet auf eine neue Art des Wohnens der Sowjetbürger, die Gleichberechtigung und Kollektivität fördern sollte und nur einen kleinen Rückzugsraum für persönliche Bedürfnisse vorsah. Entsprechend waren im Haus Wohnungstypen mit „minimaler Individual- und maximaler Gemeinschaftsfläche“ angelegt, zum einen Wohnungen von bis zu 100 m² auf einer Ebene, zum anderen 37 m² große Split-level-Einheiten, die sich über zwei Stockwerke erschlossen. Statt eigener Küchen standen Etagenküchen sowie eine Zentralküche zur Verfügung. Diese lag neben weiteren Gemeinschaftseinrichtungen wie Sportsaal, Waschhaus und Bibliothek in einem Zusatzblock, erschlossen durch eine hausinterne „gläserne Straße“. Auf dem Dach des Komplexes befanden sich ein Garten und Sonnenterrassen, zudem war ein Penthouse aufgesetzt, das der damalige sowjetische Finanzminister Nikolai Miljutin bewohnte.
Das Gebäude gilt als richtungsweisend für den sowjetischen Konstruktivismus. Ein geplanter zugehöriger zweiter Wohnblock und ein Kindergarten kamen jedoch nicht mehr zur Ausführung. 1932 verfügte Stalin den
Zusammenschluss von Architekten in einer Dachorganisation. Die russische Avantgarde, die bis dato als künstlerischer Ausdruck der Revolution galt, wurde nicht zugelassen und mit Bauverboten belegt: visionäre Bauexperimente wurden als Verschwendung angesehen und brächten keinen Gewinn für die Kommunalka. Die Gemeinschaftseinrichtungen des Narkomfin unterlagen einer Umnutzung, das Gebäude zerfällt seither. Im Jahr 2006 nahm es der World Monuments Fund auf die Liste der gefährdeten Bauten, internationale Denkmalschützer setzen sich für seinen Erhalt ein. Zwischen 2017 und 2020 wurde das Gebäude umfassend saniert und restauriert.

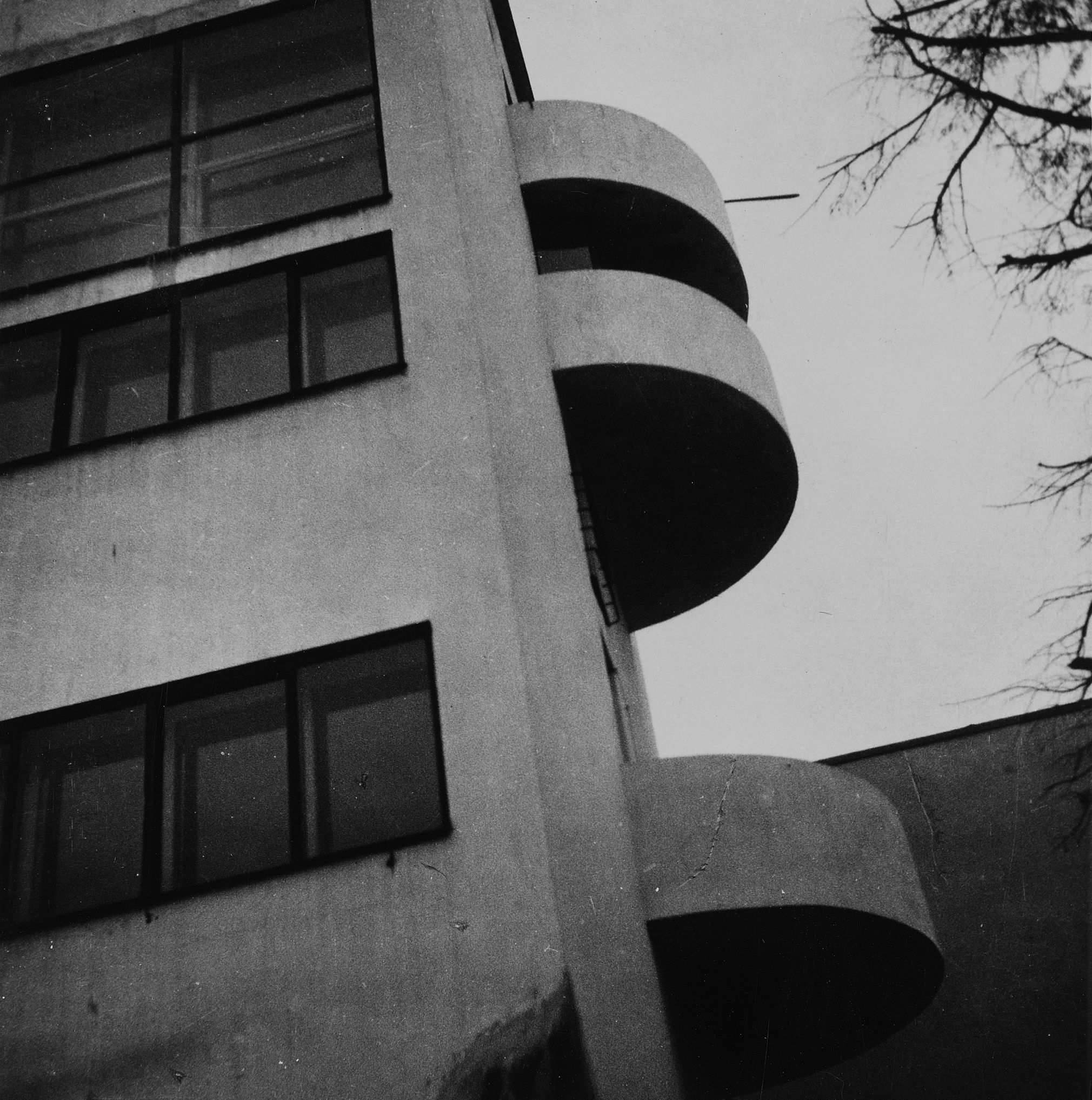
Narkomfin, Südseite, um 1929
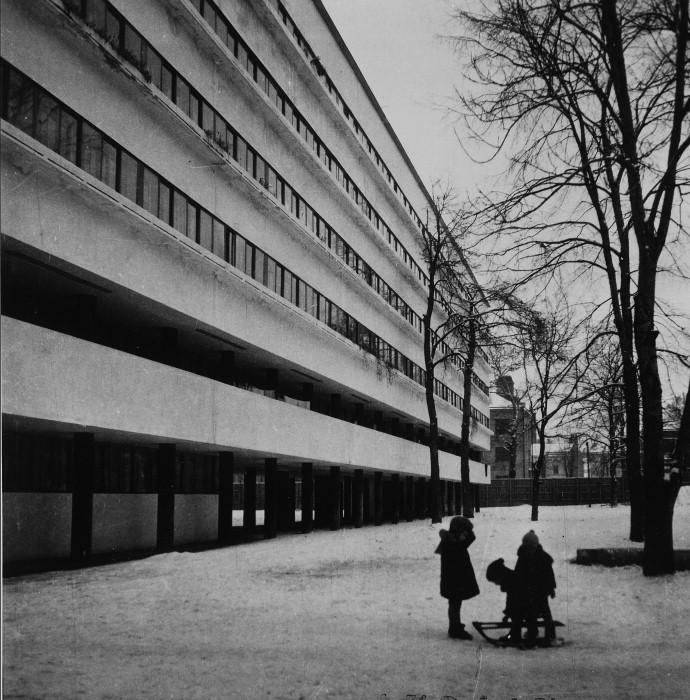
Narkomfin, Anfang 1930er Jahre
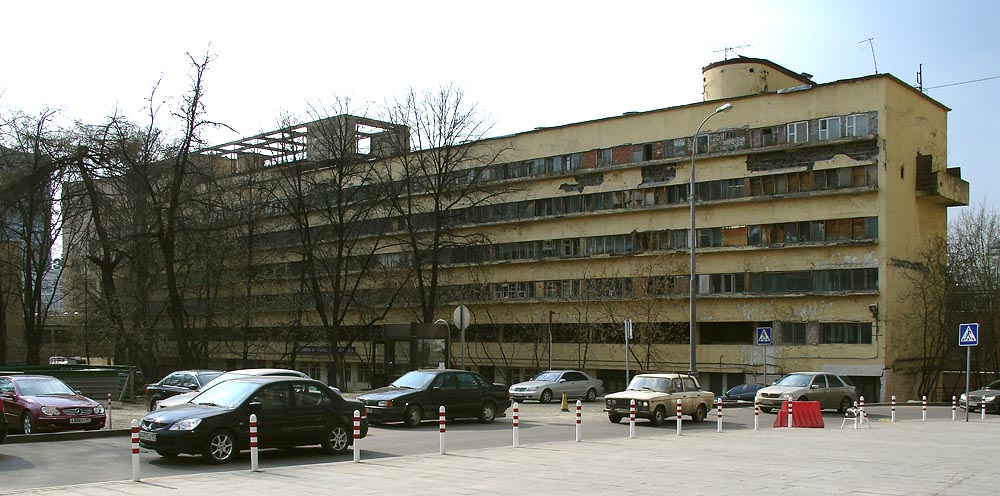
Narkomfin, 2007
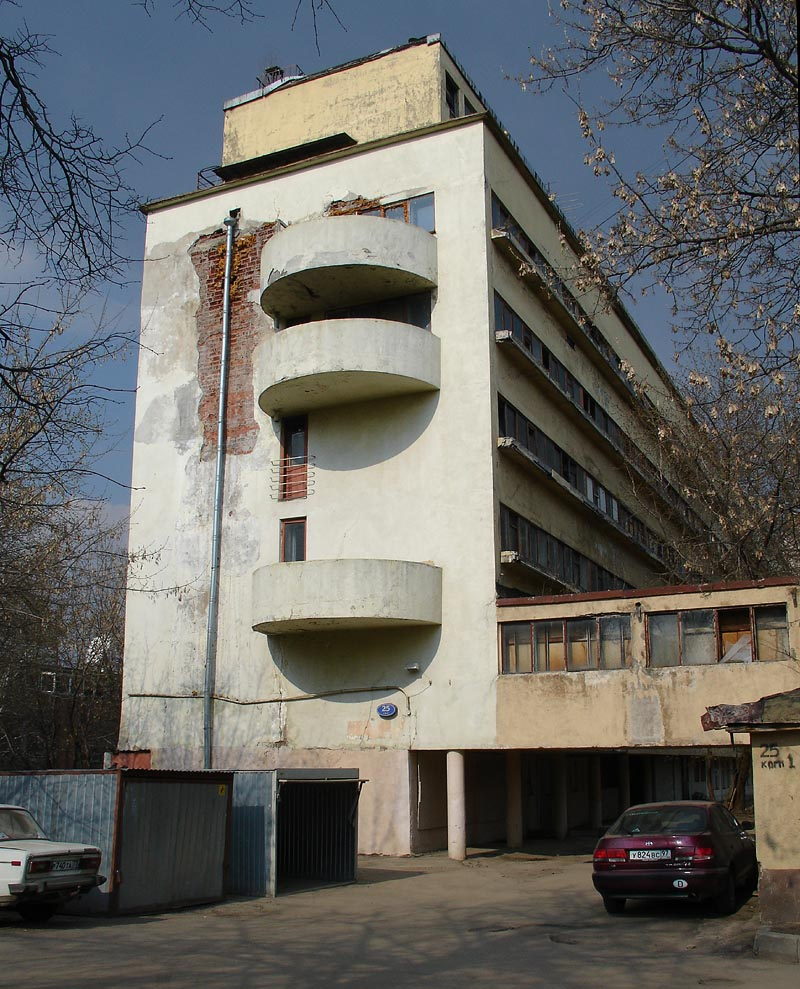
Südseite, 2007
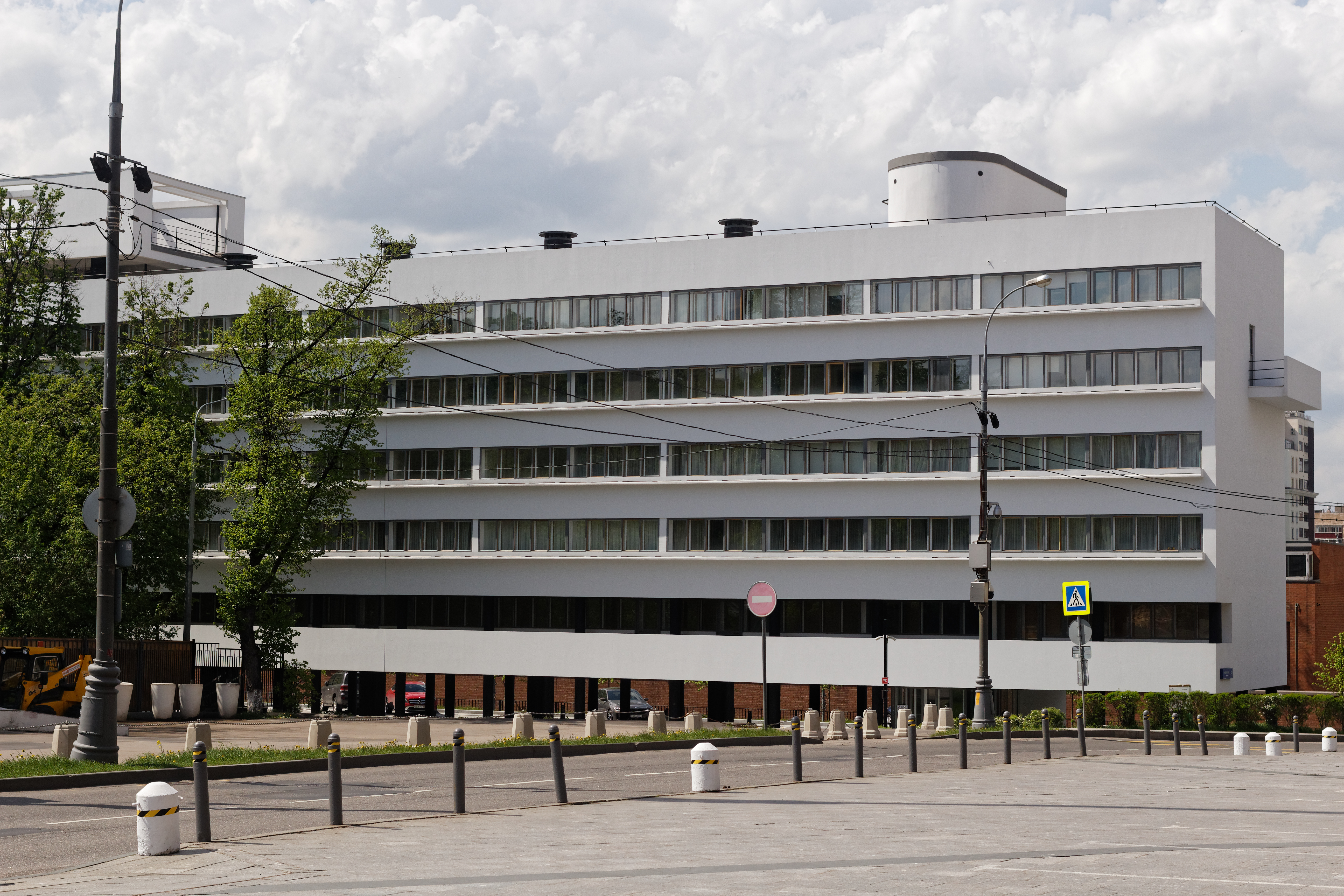
Narkomfin, 2021

### Breslau 1929
Das Ledigenheim, Haus 31 der Werkbundsiedlung Breslau, war eines von 37 Projekthäusern, die 1929 im Rahmen der Werkbundausstellung Wohnung und Werkraum errichtet wurden. Geschaffen von dem Architekten Hans Scharoun, umfasste es 66 mit Minimalküchen ausgestattete Split-level-Wohnungen, Gemeinschaftsflächen und ein zentrales Restaurant. Ausgerichtet war es auf den „nomadisierenden Großstadtmenschen“, Ledige oder Ehepaare ohne Kinder, und bot hotelartigen Service für die vorübergehende Bleibe des „Weltbürgertums“. Der Panzerkreuzer Scharoun, wie das Haus auch spöttisch genannt wurde, galt als erster Bau mit Wohnungen über zwei Ebenen, der zudem Einfluss nahm auf Moisei Ginzburgs Ausführungen beim Narkomfin in Moskau. Das Haus wurde später zum Park Hotel Scharoun umgebaut.

### Altona 1930

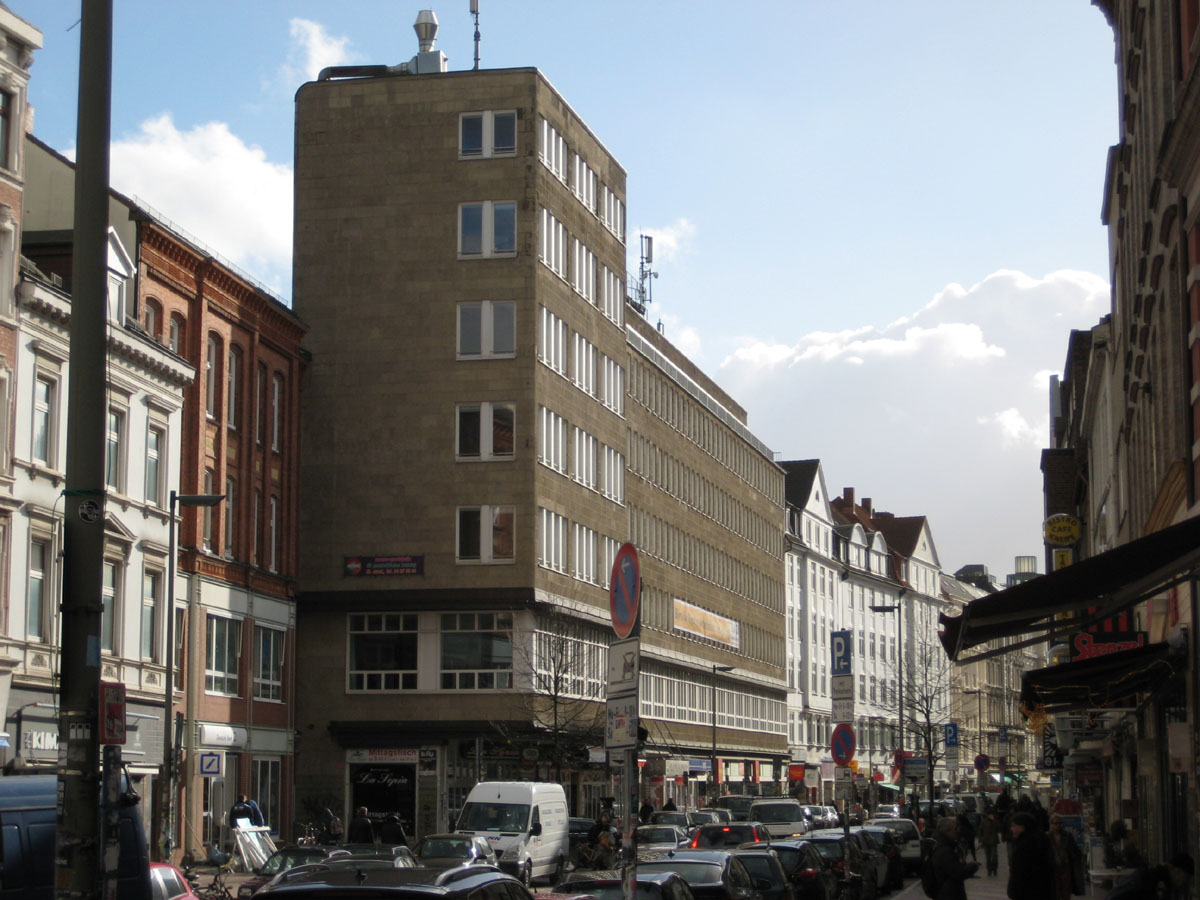
Boardinghouse des Westens

Das Boardinghaus des Westens am Schulterblatt im heutigen Hamburg-Sternschanze entstand 1930 in der damals selbständigen Stadt Altona auf einem Grenzgrundstück zu Hamburg. Es ist ein sechsstöckiges Gebäude mit streng gegliederter Fassade und einem den Gehweg überkragenden turmartigen Erkervorbau und wurde von der Architektengemeinschaft Rudolf Klophaus, August Schoch und Erich zu Putlitz als Einküchenhaus gebaut. Der Eigentümer C. Hinrichsen strebte allerdings nicht das gemeinschaftliche Zusammenleben der Mieter an, sondern das individuelle Wohnen mit dem Service eines Hotels. Die Wohnungen waren verschiedener Größe und ohne Küchen, sie konnten mit und ohne Bedienung oder Reinigung auf längere oder kürzere Zeit gemietet werden. Im Erdgeschoss befanden sich Restaurants und Läden. Die Wohnform galt als mondän und teuer, sie scheiterte binnen weniger Jahre. Bereits 1933 wurden Kleinwohnungen eingerichtet, 1941 erfolgte eine Umwandlung zum Verwaltungsgebäude.

### Stockholm 1935
Das Kollektivhuset in Stockholm ist als sechsgeschossiger Bau des Funktionalismus zwischen 1932 und 1935 von dem Architekten Sven Markelius errichtet worden. Die fünfzig Wohnungen waren klein und ohne Küchen, der Schwerpunkt lag auf den Gemeinschaftseinrichtungen von Zentralküche, Speiseraum, Kindergarten und Dachterrasse. Alltagsarbeiten wurden durch Speiseaufzüge, Abwurfkanäle für Schmutzwäsche und Reinigungsservice erleichtert. Das Kollektivleben der berufstätigen Ehepaare und Familien, die der schwedischen intellektuellen Elite angehörten, erfuhr als Pilot-Wohnprojekt des schwedischen Wohlfahrtsstaats verstärkt öffentliche Aufmerksamkeit. Die Kinderbetreuung unterlag dem antiautoritären Erziehungskonzept der Soziologin Alva Myrdal und wurde durch pädagogische Untersuchungen und Studien begleitet. Nach zehn Jahren galt das Projekt als gescheitert, da die Gemeinschaft sich zerstritten hatte.

### London 1933
Das Isokon Building des Architekten Wells Coates in London gilt ebenfalls als Experiment des kollektiven Wohnens. Initiiert wurde es durch das Ehepaar Molly und Jack Pritchard, die zugleich Bauherren und Bewohner des Hauses waren. Es umfasste 34 Wohnungen, ausgestattet mit kleinen Teeküchen. Die Versorgung erfolgte in der Hauptsache über eine Zentralküche, die mit einer „stummer Diener“ genannten Transporteinrichtung mit den einzelnen Einheiten verbunden war. Zudem gab es einen organisierten Reinigungs-, Wäsche- und Schuhputzservice. Die Bewohner galten als linke Intellektuelle, unter ihnen waren zeitweise Marcel Breuer, Agatha Christie, Walter Gropius, László Moholy-Nagy, Michael Rachlis und James Stirling. Weiterhin zeitweise Adrian Stokes, Henry Moore sowie die für die Sowjetunion tätigen Agenten Arnold Deutsch und Melita Norwood. 1972 wurde das Haus verkauft und verfiel, im Jahr 2003 konnte es als Architekturdenkmal gerettet und als Apartmentanlage restauriert werden. Es wird seither von beruflichen Spezialisten („key workers“) des öffentlichen Dienstes bewohnt.

## Weiterentwicklung in den Unités d’Habitation
Ab 1922 arbeitete der französische Architekt Le Corbusier an Konzepten und Plänen von Großwohneinheiten, die er mit Immeubles-Villas als Gebäude-Stadt bezeichnete. Er sah darin ausdrücklich Gegenstücke zum „sklavischen Individualismus“ und der „Zerstörung des Gemeinsinns“ durch die englische und deutsche Gartenstadtbewegung und beschrieb sie als „hundert Villen, in fünf Lagen übereinander geschichtet“. Die einzelnen Einheiten sollten doppelstöckig sein, hätten Gärten, aber keine Küchen. Die gewöhnlichen Dienstleistungen wären wie ein Hotel organisiert, technische Einrichtungen wie Heißwasserleitungen, Zentralheizung, Kühlung, Staubsauger und Trinkwasserreinigung ersetzten die menschliche Arbeitskraft. Die Dienstboten kämen herein wie in eine Fabrik, um ihre Acht-Stunden-Arbeit zu verrichten.
In der Weiterentwicklung entwarf Le Corbusier ab 1930 mit der Ville Radieuse, der vertikalen Stadt, unter Bezugnahme auf das russische Narkomfin-Gebäude. Die Großgebäude enthielten das Konzept eines funktionellen Stadtsystems, gegliedert in Nutzungszonen mit Wohn-, Produktions-, Transport- und Versorgungsbereichen, mit hängenden Gärten begrünt und einer Zentralisierung von Dienstleistung und Hauswirtschaft.
Eine teilweise Umsetzung fanden Le Corbusiers Konzepte in den Unités d’Habitation, die zwischen 1947 und 1964 in den vier französischen Städten Marseille, Nantes, Briey und Firminy sowie in Berlin realisiert wurden. Es handelt sich um 17- bis 18-geschossige Hochhäuser im Stahlbeton-Skelettbau mit jeweils mehr als dreihundert Wohnungen. Geplant waren für alle fünf Projekte umfassende infrastrukturelle und kulturelle Einrichtungen wie Kindergärten, Dachterrassen mit Schwimmbassins, Trainingsbahnen und Aussichtstürme, Sportsäle, Unterrichtsräume, Studiobühnen, Freilichttheater, Restaurants und Bars. Auf halber Höhe der Gebäude, im siebten und achten Stockwerk, waren als „rue intérieure“ bezeichnete interne Straßen mit Ladenzeilen und Dienstleistungseinrichtungen geplant. In diesem Umfang wurde nur die Cité radieuse 1947 in Marseille verwirklicht. Die weiteren vier Gebäude mussten aufgrund von Finanzierungsproblemen Abstriche machen. So sind im Berliner Corbusierhaus unter anderem die gemeinschaftlichen Dacheinrichtungen den technischen Aufbauten der Fahrstühle und Lüftungsanlagen gewichen, die Dachfläche steht den Bewohnern nicht zur Verfügung.
Im Gegensatz zur Planung waren die Wohneinheiten der Unité d’Habitation mit Küchen ausgestattet. Le Corbusier verließ bei der Realisierung das ursprünglich als Eingriff in die gesellschaftliche Entwicklung gedachte Konzept. Statt neuer sozialer Inhalte in der Wohnform wurden die Großwohnanlagen zu abstrakten Organisationsschemen einer funktionellen Stadt.

## Forschungsstand
Im deutschsprachigen Raum galt die Geschichte der Einküchenhäuser nach den umfangreichen Debatten von Anfang bis Mitte des 20. Jahrhunderts als weitgehend vergessen. Eine kurzzeitige Wiederentdeckung gab es Anfang der 1970er Jahre, als die Studentenbewegung die Ideen des kollektiven Wohnens in die Hochschuldiskussionen trug. In dieser Zeit sind einige Veröffentlichungen entstanden, die den historischen Stoff wieder bekannt gemacht haben und zur Argumentation für die eigenen Wohngemeinschaftsexperimente herangezogen wurden. Im Jahr 1981 promovierte der Architekt und Soziologe Günther Uhlig zu dem Thema Kollektivmodell Einküchenhaus. Wohnreform und Architekturdebatte zwischen Frauenbewegung und Funktionalismus und legte mit seiner Promotionsschrift eine Diskursanalyse der die Entwicklung begleitenden zeitgenössischen Veröffentlichungen vor. Er schuf damit zugleich ein Standardwerk, auf das sich die weiteren Veröffentlichungen berufen. Eine darüber hinausgehende Arbeit gaben die Professorin für Stadtplanung Ulla Terlinden und die Soziologin Susanna von Oertzen im Jahr 2006 mit dem Buch Die Wohnungsfrage ist Frauensache! Frauenbewegung und Wohnreform 1870 bis 1933 heraus. Sie erweiterten Uhligs Forschung um die Auswertung von Quellen aus Schriften der Frauenbewegung und stellten die Einküchenhäuser in den Gesamtzusammenhang der Beteiligung von Frauen an der Entwicklung der Wohnungsbaugeschichte.
Die meisten englischsprachigen Veröffentlichungen zum Thema kommen aus Skandinavien. Insbesondere der Architekt Dick Urban Vestbro, Professor an der Universität Stockholm, bearbeitete in vielen Publikationen die gesamteuropäische Geschichte der Einküchenhäuser wie auch deren Einfluss auf heute bestehende alternative Wohnformen mit zentraler Küche, insbesondere in Schweden. Eine entsprechende Forschung zu den Entwicklungen in Deutschland, Österreich oder der Schweiz ist nicht bekannt. Das Thema der Co-housing-Bewegung in den Vereinigten Staaten und deren enge Verknüpfung mit europäischen Modellen ist ausführlich von der amerikanischen Stadthistorikerin Dolores Hayden erforscht worden. Sie hat ihre Ergebnisse in zahlreichen Schriften veröffentlicht.
Anlässlich einer Tagung der International Council on Monuments and Sites (ICOMOS) im November 2009 hat die Architektin Anke Zalivako mit einem Kurzstatement unter dem Titel Vom Kommunehaus zu den Unité d’Habitation – ein europäisches Erbe? ein „Netzwerk von Wohngebäuden mit zentralen Serviceeinrichtungen“ zur Nominierung zum Europäischen Kulturerbe (European Heritage Label) vorgeschlagen und damit die europaweite kulturelle Verbindung einiger Einküchenhauser der Moderne dargelegt. Der vorgeschlagene Verbund umfasste Bauten in sechs Staaten und bestand aus dem Heimhof in Wien, dem Ledigenheim in Breslau, dem Narkomfin in Moskau, dem Isokon Building in London, dem Unité d’Habitation in Marseille und dem Corbusierhaus in Berlin.
2021 hat sich in Wien ein interdisziplinäre Forschungskollektiv Einküchenhaus. Verein zur Erforschung emanzipatorischer Wohnmodelle gegründet und recherchiert ausgehend von den beiden Wiener Heimhöfen die Potenziale und Grenzen (internationaler) historischer, kollektiver Wohnbaukonzepte und stellt Bezüge zum aktuellen Wohnbaudiskurs her.

## Liste der Einküchenhäuser
Die folgende Tabelle gibt eine zusammenfassende Übersicht über die Gebäude, die zwischen 1903 und 1965 in europäischen Städten als Einküchenhäuser konzipiert waren. Die Spalte Bestand führt auf, bis zu welchem Jahr die Einrichtung der zentralen Küche jeweils bestanden hat, die Angabe Planungsstadium besagt, dass ursprüngliche Entwürfe nicht umgesetzt wurden.
| Haus                                                              | Baujahr   | Bestand            | Architekten / Bauherren                          | Organisation                                     | Abbildung |
| ----------------------------------------------------------------- | --------- | ------------------ | ------------------------------------------------ | ------------------------------------------------ | --------- |
| Centralbygningen Kopenhagen Forchhammersvej 4-8                   | 1903      | 1942               | Jens Christian Kofoedder, Otto Fick              | Privatunternehmen mit Beteiligung                |           |
| Hemgården Centralkök Stockholm Östermalmgatan 68                  | 1906      | 1918               | Georg Hagström, Fritiof Ekman                    | Privatunternehmen                                |           |
| Einküchenhaus Charlottenburg Berlin Kuno-Fischer-Straße 13        | 1908      | 1913               | Kurt Jähler                                      | Privatunternehmen / GmbH                         |           |
| Einküchenhäuser Lichterfelde Berlin Unter den Eichen 53           | 1909      | 1915               | Hermann Muthesius                                | Privatunternehmen / GmbH                         |           |
| Einküchenhäuser Friedenau Berlin Wilhelmshöher Straße 17–20       | 1909      | 1917/18            | Albert Gessner                                   | Privatunternehmen / GmbH                         |           |
| Homesgarth (Solershot House) Letchworth Garden City               | 1909/10   | nicht bekannt      | Clapham Lander                                   | Genossenschaft                                   |           |
| Heimhof-Frauenwohnheim Wien Peter-Jordan-Straße 32-34             | 1911      | nicht bekannt      | Dorfmeister und Weigang                          | Genossenschaft                                   |           |
| Amerikanerhaus Zürich Idastraße                                   | 1916/17   | bis zur Bauplanung | Oskar Schwank                                    | Genossenschaft der am Bau beteiligten Handwerker |           |
| Ledigenheim Dulsberg Hamburg Elsässer Straße 8–10/ Memeler Straße | 1921      | nicht bekannt      | Fritz Schumacher                                 | Öffentlicher Wohnungsbau                         |           |
| Heimhof Wien Pilgerimgasse 22–24                                  | 1922/1926 | 1934               | Otto Polak-Hellwig                               | Genossenschaft                                   |           |
| Het Nieuwe Huis Amsterdam Roelof Hartplein 50                     | 1927/28   | nicht bekannt      | Barend van den Nieuwen Amstel                    | Genossenschaft                                   |           |
| Narkomfin Moskau Nowinski-Boulevard                               | 1928      | 1932               | Moissei Ginsburg, Ingnatij Milinis               | Öffentlicher Wohnungsbau                         |           |
| Ledigenheim Werkbundsiedlung Breslau Werkbundsiedlung, Haus 31    | 1929      | nicht bekannt      | Hans Scharoun                                    | Privatunternehmen, gefördert                     |           |
| Boardinghouse des Westens Hamburg Schulterblatt 36                | 1930/31   | 1933               | Rudolf Klophaus, August Schoch, Erich zu Putlitz | Privatunternehmen                                |           |
| Kollektivhuset Stockholm John Ericsonsgatan 6                     | 1932/1935 | 1945               | Sven Markelius                                   | Öffentlicher Wohnungsbau                         |           |
| Isokon Building London Lawn Road                                  | 1933/34   | 1970               | Wells Coates                                     | Privatunternehmen                                |           |
| Unité d’Habitation Marseille Boulevard Michelet                   | 1947      | Planungsstadium    | Le Corbusier                                     | Öffentlicher Wohnungsbau                         |           |
| Cité radieuse de Rezè Nantes Square de la Fraternité              | 1955      | Planungsstadium    | Le Corbusier                                     | Öffentlicher Wohnungsbau                         |           |
| Corbusierhaus Berlin Flatowallee 16                               | 1958      | Planungsstadium    | Le Corbusier                                     | Öffentlicher Wohnungsbau                         |           |
| Unité d’Habitation Briey en Forêt                                 | 1963      | Planungsstadium    | Le Corbusier                                     | Öffentlicher Wohnungsbau                         |           |
| Unité d’Habitation Firminy                                        | 1965      | Planungsstadium    | Le Corbusier                                     | Öffentlicher Wohnungsbau                         |           |